# Tabgha
Tabgha [tabɡɑ, arabisch tˁɑːb(i)ɣɑ] ist eine Ortschaft am Nordufer des Sees Genezareth in Galiläa im nördlichen Teil Israels. Es ist der Austrittspunkt mehrerer Quellen, die in den See münden, und eine christliche Pilgerstätte, die mit dem Wirken Jesu, insbesondere der überlieferten Brotvermehrung, in Verbindung gebracht wird.
In den Evangelien nehmen der See und allgemein Galiläa als erster Wirkungsbereich Jesu eine wichtige Rolle ein. In Tabgha befinden sich die Brotvermehrungskirche, die Primatskapelle und antike Ruinenreste der Kapelle der Seligkeiten, die der Tradition nach an das Handeln Jesu erinnern. Die Kirchen werden von zwei Klostergemeinschaften – italienischen Franziskanern und deutschen Benediktinern – betreut. Als Einrichtung für Gäste ist ein Pilgerhaus vorhanden und südlich der Brotvermehrungskirche wurde zu Beginn der 1980er Jahre eine Behinderten- und Jugendbegegnungsstätte eingerichtet. In unmittelbarer Nähe liegen weitere christliche Stätten, vor allem der Berg der Seligpreisungen nördlich, Kafarnaum sowie Bethsaida östlich und Magdala südlich von Tabgha.
Seit dem 30. Juni 2000 stehen der See Genezareth und seine antiken Stätten Korazim, Kafarnaum und Tabgha auf der Tentativliste der UNESCO, der Vorschlagsliste für einen Eintrag auf der Welterbeliste.

## Namensformen
Der Name Tabgha ist die verkürzte Form der arabischen Ortsbezeichnung عين الطابغة, DMG ʿAin aṭ-Ṭābiġa ʕɑjn attˁɑːbiɣɑ; diese Bezeichnung leitet sich vom griechischen Heptapegon (chorion) (Ἑπτάπηγον (χωρίον), wörtlich: siebenquelliges Landstück) ab. Bereits Pilger in der byzantinischen Zeit benannten den Ort so, weil dort sieben Quellen entspringen. Auch die hebräische Bezeichnung des Ortes עין שבע (En Scheva) bedeutet Siebenquell, ebenso die lateinische: Septem fontes.

## Geographie

### Lage
Tabgha liegt in Galiläa im nördlichen Teil Israels unmittelbar am Nordwestufer des Sees Genezareth. Um den See führt eine Uferstraße. Zwei Kilometer südwestlich von Kafarnaum weicht die Straßenführung nach Tiberias einem Bergausläufer aus. Auf dem Berg liegt die Kirche der Seligpreisungen, fünf bis zehn Meter über der Straße am Steilhang befinden sich die antiken Ruinenreste der Kapelle der Seligkeiten. Auf der anderen Straßenseite etwa auf der Höhenlinie 200 m unter dem Meeresspiegel treten die ersten Quellen aus. Das Landstück Heptapegon reicht von diesen Quellen bis zum Berg Kinneret im Westen.

### Geologische Verhältnisse

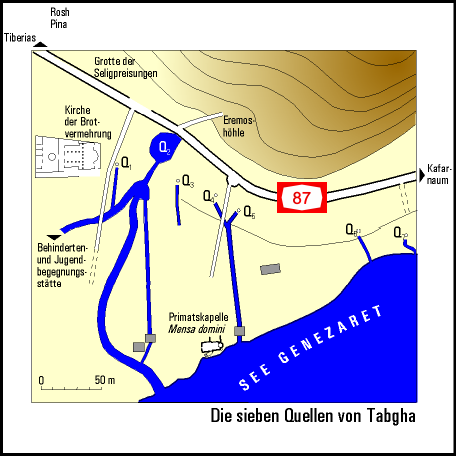
Übersichtskarte über die Austrittspunkte der sieben Quellen

Am Ufer des Sees Genezareth treten mehrere Quellen aus. Dabei werden zwei Gruppen unterschieden, solche mit einem hohen Kalzium-Anteil, dazu gehören die Quellen in Tabgha sowie die von Fuliya und Tiberias, und solche mit einem hohen Magnesium-Anteil, dazu zählen die Quellen an der Süd-Ostseite des Sees, wie Gofra, Ha'On 1 und Chammat Gader.
Die sieben Quellen von Tabgha sind in ihrem Salzgehalt und in ihrer Temperatur sehr verschieden. Sie gehen auf tief ins Erdinnere reichende geologische Verwerfungen zurück. Etwa 500 Meter weiter nach Westen trifft in der Talsenke die von Rosh Pina kommende Straße auf die Uferstraße nach Tiberias; hier verläuft die zweite tief reichende geologische Verwerfung.
Im Einzugsgebiet von Tabgha streichen die Gesteine der Judea-, Mt.-Scopus- und der Avedat-Gruppe aus. Den östlichen Teil Tabghas bildet der basaltische Korazim-Block. Die Grundwasser stammen überwiegend aus dem Oberen Aquifer und unterscheiden sich bezüglich der Chloridität (0,2 bis 2,4 g/l) und Temperatur (19 bis 39 °C). Grund dafür ist die Abhängigkeit der aufsteigenden Sole vom Mischungsgrad mit nicht salinarem Grundwasser.

### Ortsgliederung
Das heutige Tabgha ist ein Pilgerort und umfasst das Priorat Tabgha der Dormitio-Abtei zu Jerusalem, zu dem die Brotvermehrungskirche, das Benediktinerkloster, ein Pilgerhaus, eine Stätte zur Behinderten- und Jugendbegegnung, ein Schwesternhaus und umfangreiche Plantagen gehören. Westlich davon, am Fuß des Tell el-Oreme, hat der Deutsche Verein vom Heiligen Lande das alte Pilgerhospiz, das nach der Gründung des Staates Israel lange Zeit als Jugendherberge diente, renoviert und erweitert. Der Tell el-Oreme, die neue Jugendherberge Karei Deshe und eine in der Nähe befindliche Ausgrabung eines muslimischen Palastes (Khirbat al-Minya) gehören zu Tabgha und liegen auf dem Besitz des Deutschen Vereins vom Heiligen Land. Östlich des Priorates Tabgha, von der Kustodie des Heiligen Landes der Franziskaner (OFM) betreut, liegt die Primatskapelle. 50 Meter weiter östlich an der Straße Richtung Kafarnaum steht der aus der byzantinischen Zeit stammende Turm, der im Arabischen Hammam Ayub (Bad des Ijob) oder auch Tannur Ayub (Ofen des Ijob) genannt wird, und der eine der Quellen Tabghas fasst.
Am südöstlichen Rand von Tabgha im See Genezareth befinden sich Reste einer kleinen Hafenanlage, die aufgrund der dort entdeckten Keramik in das 3. und 4. Jahrhundert datiert wird. Auch unregelmäßige Anker aus Basalt konnten dort geborgen werden.

### Klima
Das Klima in Tabgha ist eine Mischung aus Mittelmeer- und Steppenklima. Die Durchschnittstemperatur liegt bei 22,9 °C. Die wärmsten Monate sind Juli, August und September mit durchschnittlich 27, 28 beziehungsweise 26 °C und die kältesten Dezember, Januar und Februar mit 15, 14 beziehungsweise 15 °C im Mittel. Der meiste Niederschlag fällt im Dezember und im Januar mit durchschnittlich 130 Millimeter, der geringste von Mai bis September mit durchschnittlich weniger als fünf Millimeter. Der Jahresdurchschnitt an Niederschlägen liegt bei 463 Millimeter. Die Lufttemperaturen steigen im Sommer auf über 40 °C und die Wassertemperaturen auf bis zu 30 °C. Der Wind bläst häufig stark ablandig vom Westen und breitet sich über den See abschwächend nach Osten aus. Der frühsommerliche Wüstenwind (arab. Chamsin, hebr. Scharav) kann starke Hitzewellen mit bis zu 50 °C bringen. Die Wassermasse des See Genezareth bildet einen Wärmespeicher, der durch seine Abstrahlung im Winter zu Durchschnittstemperaturen von 14 °C beiträgt.
|                        | Jan  | Feb  | Mär  | Apr  | Mai  | Jun  | Jul  | Aug  | Sep  | Okt  | Nov  | Dez  |   |      |
| Mittl. Temperatur (°C) | 14   | 15   | 17   | 20   | 22   | 24   | 27   | 28   | 26   | 24   | 20   | 15   | ⌀ | 21   |
|                        |      |      |      |      |      |      |      |      |      |      |      |      |   |      |
| Niederschlag (mm)      | 130  | 95   | 60   | 15   | 4    | 0    | 0    | 0    | 2    | 18   | 80   | 130  | Σ | 534  |
|                        |      |      |      |      |      |      |      |      |      |      |      |      |   |      |
| Wassertemperatur (°C)  | 15,7 | 14,7 | 16,0 | 19,4 | 23,2 | 26,7 | 27,9 | 28,6 | 28,4 | 26,3 | 22,3 | 18,0 | ⌀ | 22,3 |

|  |

|  |

|  |

|  |

|  |

|  |

|  |

|  |

|  |

|  |

|  |

|  |

|  |

|  |

|  |

|  |

|  |

|  |

|  |

|  |

|  |

|  |

|  |

|  |

### Flora und Fauna

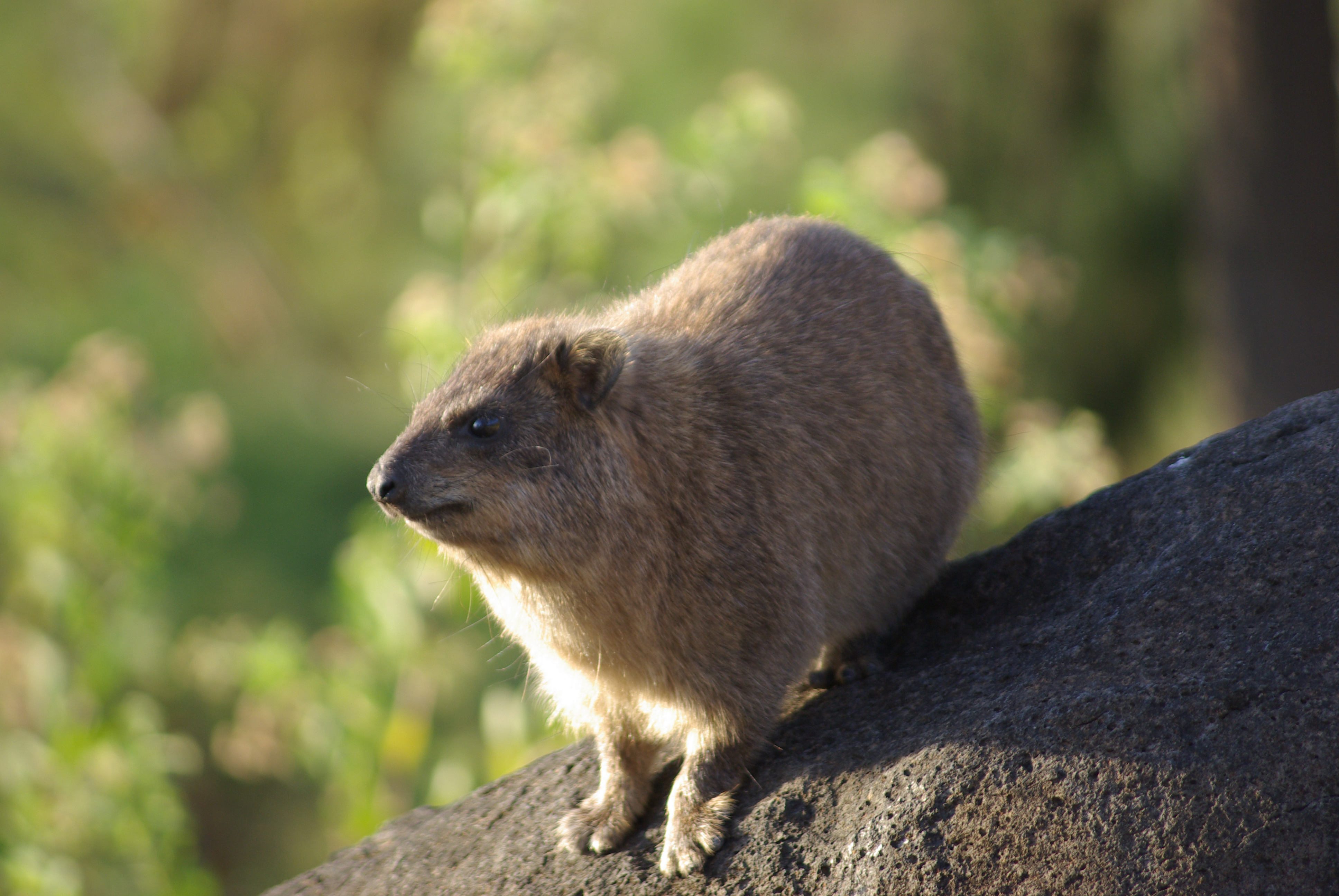
Klippschliefer in Tabgha im November 2008

In Tabgha wurden immer wieder Reihen von Palmen angepflanzt. Von den früher für die Bodenentwässerung gesetzten Eukalyptusbäumen musste nach mehreren Sturmschäden Ende der 1990er Jahre ein Großteil aus Sicherheitsgründen gefällt werden.
Auf dem Gelände blühen an vielen Stellen große Bougainvillea-Büsche. An Nutzpflanzen wurden auf den landwirtschaftlichen Flächen zuletzt überwiegend Mangos und Grapefruits angebaut.
An Landtieren sind aufgrund der relativ hohen Temperaturen im Sommer vor allem Klippschliefer (Procavia capensis syriaca), Gewöhnliche Chamäleons (Chamaeleo chamaeleon) und Geckos (Gekkonidae) anzutreffen.
Im Seebereich vor den Quellen von Tabgha schwimmen der so genannte Petrusfisch (Sarotherodon galilaeus, arabisch Musht) sowie die Kinneret-Sardine (Acanthobrama terrae-sanctae), aber auch die Süßwassermuschel Unio tigridis in der essbaren Unterart Unio tigridis terminalis und die Süßwasserschnecke der Art Melanopsis praemorsa.
Für frühere Epochen, als das Ufer des Sees noch deutlich sumpfiger und mit Papyrus bestanden war, sind Wildschweine und Flusspferde (Hippopotamus amphibius) durch Knochenfunde nachweisbar. Während erstere bis heute an der Jordanmündung vorhanden sind, kamen letztere wohl nur bis in die späte Eisenzeit am See Genezareth vor.

## Geschichte

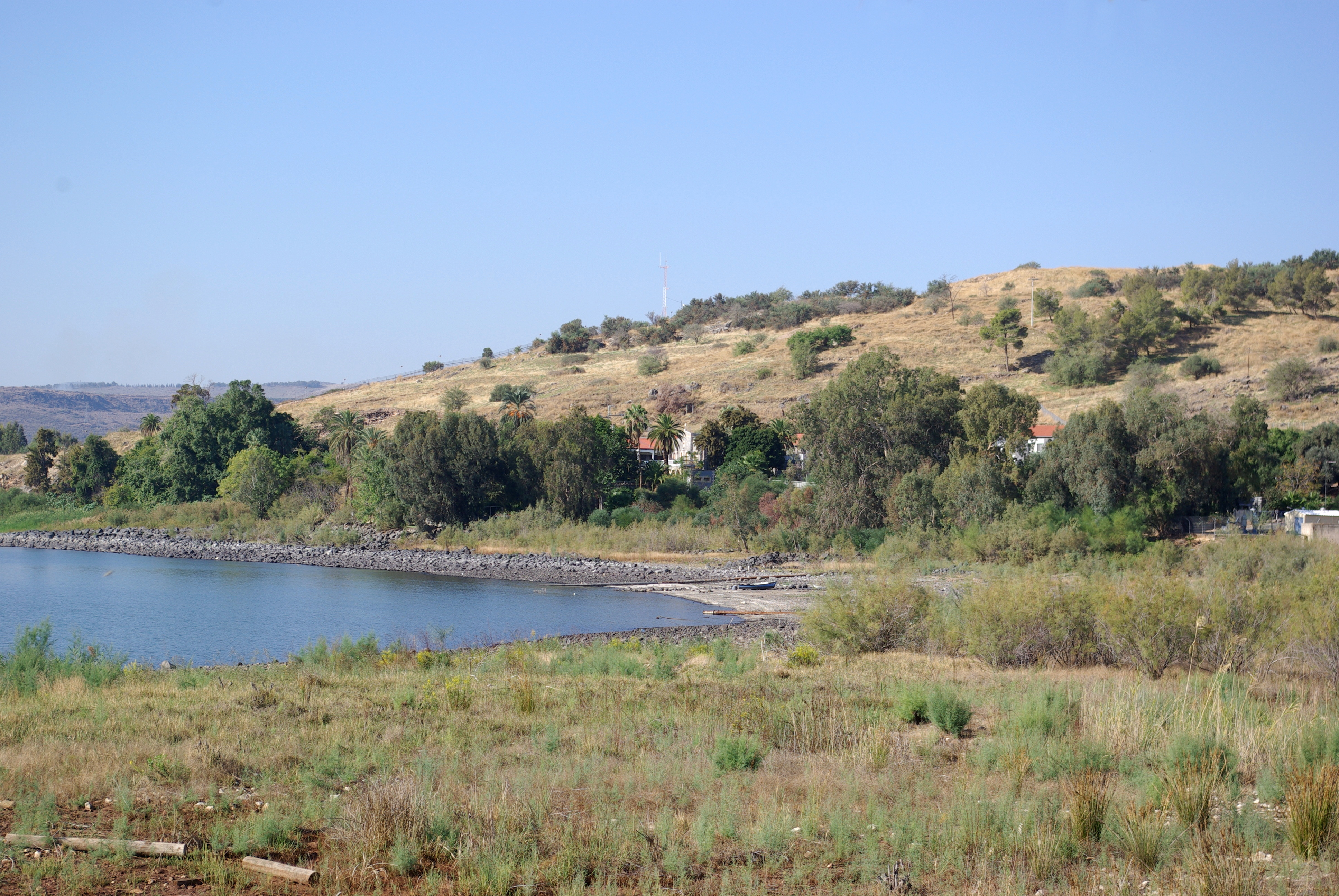
Blick von Dalmanuta nach Südwesten auf den Tell-el-Oreme mit der antiken Stadt Kinneret

### Ur- und Frühgeschichte sowie Antike
In der Sammlung der Königlichen Museen für Kunst und Geschichte in Brüssel befinden sich mehrere mittelsteinzeitliche Fundstücke wie Steinmesser mit der Fundortangabe Tabgha.
Im südwestlichen Teil von Tabgha in den Schichten des Tell el-Oreme befinden sich die Überreste der biblischen Stadt Kinneret. Anhand der gefundenen Keramik wurde sie in die Mittlere und Jüngere Bronzezeit datiert. Die Stadt war von einer über zehn Meter breiten Stadtmauer umgeben. Zwischen dem Tell el-Oreme und Tabgha verlief während der Zeit der römischen Besetzung die Via Maris, eine Römerstraße, die Ägypten mit den nördlicheren römischen Provinzen verband. Auch die Reste eines römischen Aquäduktes, der parallel zu dieser Straße verlief, sind erhalten.

### Biblischer Bezug

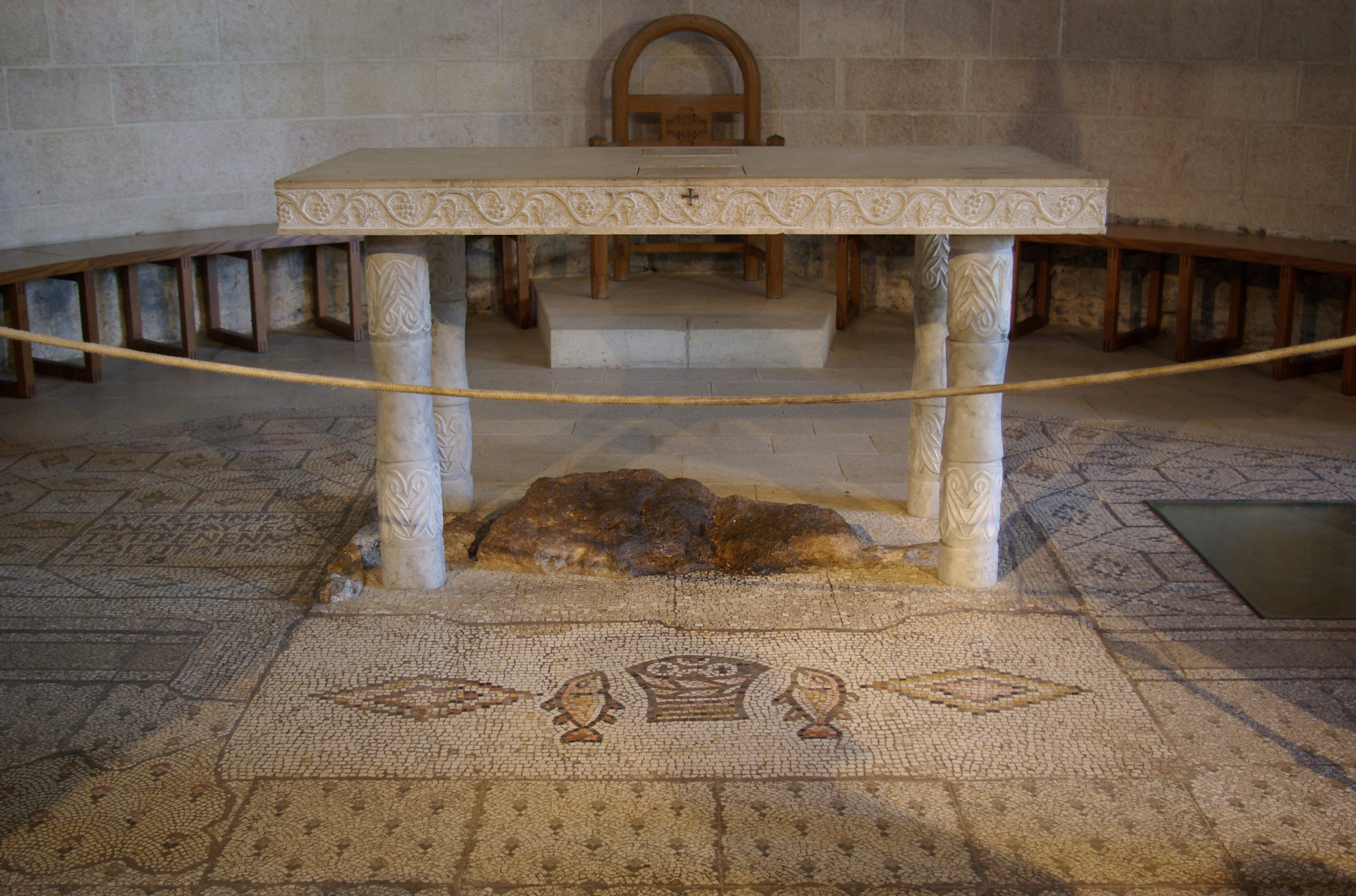
Moderner Altar über dem (versetzten) Felsstück und den Mosaiken des 5. Jh.

Drei Geschichten aus dem Neuen Testament werden nach der traditionellen Überlieferung mit Tabgha in Verbindung gebracht. Zwar reichen die Traditionen bis ins 3. Jahrhundert zurück, belastbare Anhaltspunkte dafür, dass die Ereignisse tatsächlich in Tabgha stattgefunden haben, gibt es jedoch nicht.
1. Die Speisung der Fünftausend – nach biblischer Überlieferung soll Jesus mit fünf Broten und zwei Fischen 5000 Männer sowie Frauen und Kinder gespeist haben (Mt 14,13–21 EU und Parallelstellen).
2. Die Einsetzung des Papsttums – die Erscheinung des auferstandenen Jesus, über die das Johannesevangelium (Joh 21 EU) berichtet, wird ebenfalls in Tabgha lokalisiert: Jesus erscheint seinen Jüngern während des Fischens am Seeufer und beauftragt Simon Petrus nach einem gemeinsamen Mahl dreimal, „seine Lämmer zu weiden“. Nach katholischer Lesart erfolgt in diesem Auftrag die Einsetzung des Petrus zum Oberhaupt aller Gläubigen und damit zum ersten Papst.
3. Auch die Heilung des Aussätzigen durch Jesus soll sich in dem 200 Meter entfernten Turm Tannur Ayub zugetragen haben (Mt 8,1–5 EU). Dafür, dass schon die frühen Christen diesen Platz als den Ort verehrten, an dem Jesus den Aussätzigen heilte, sprechen Erwähnungen des Ortes in frühen Pilgerberichten. Die arabischen Beduinen der Gegend haben diese Geschichte in ihre Tradition aufgenommen. Da der Koran jedoch an Aussätzigen nur Ijob kennt, wurde der Ort mit diesem identifiziert.

### Spätantike Geschichte

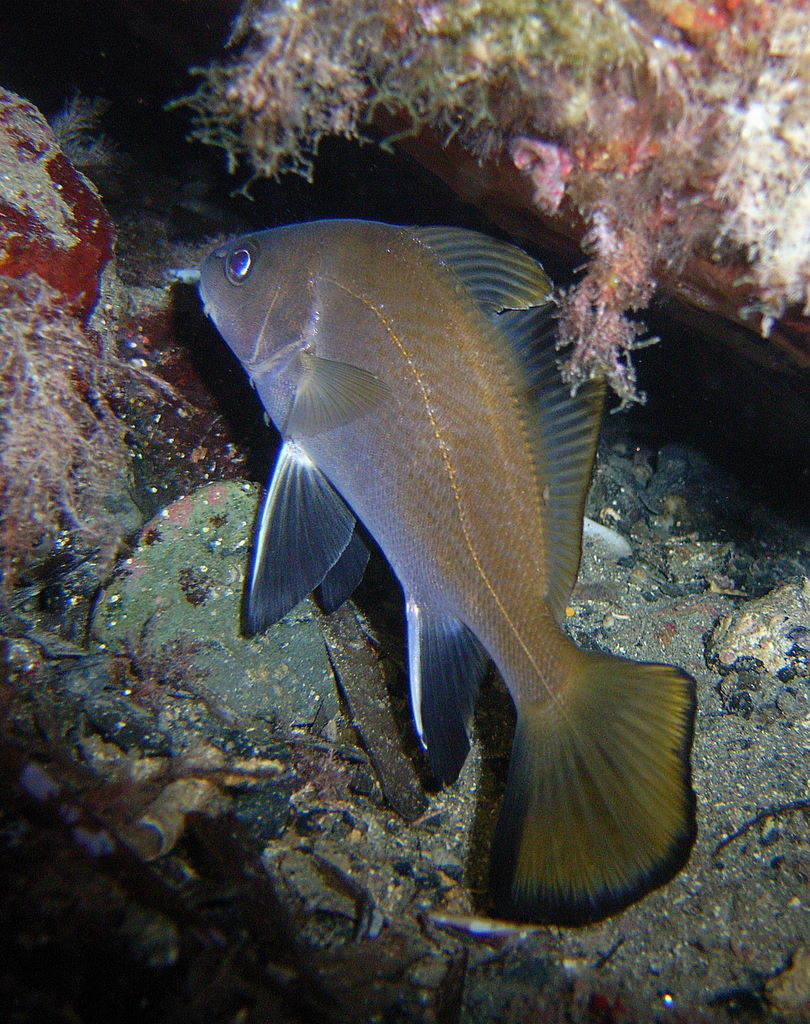
Rabenfisch (Sciaena umbra)

Die Quellen des Ortes werden bereits in einer Beschreibung von Josephus Flavius genannt. Bei der Eroberung Taricheas im Jahre 67 durch Kaiser Vespasian beschreibt Flavius den Jordanlauf sowie Landschaft und See Gennesar. Dabei schreibt er: „Zu dem milden Klima gesellt sich dann eine sehr kräftige Quelle, […] Einige haben diese Quelle schon für eine Ader des Nil gehalten, da in ihr Rabenfische wie im See bei Alexandria sich finden.“

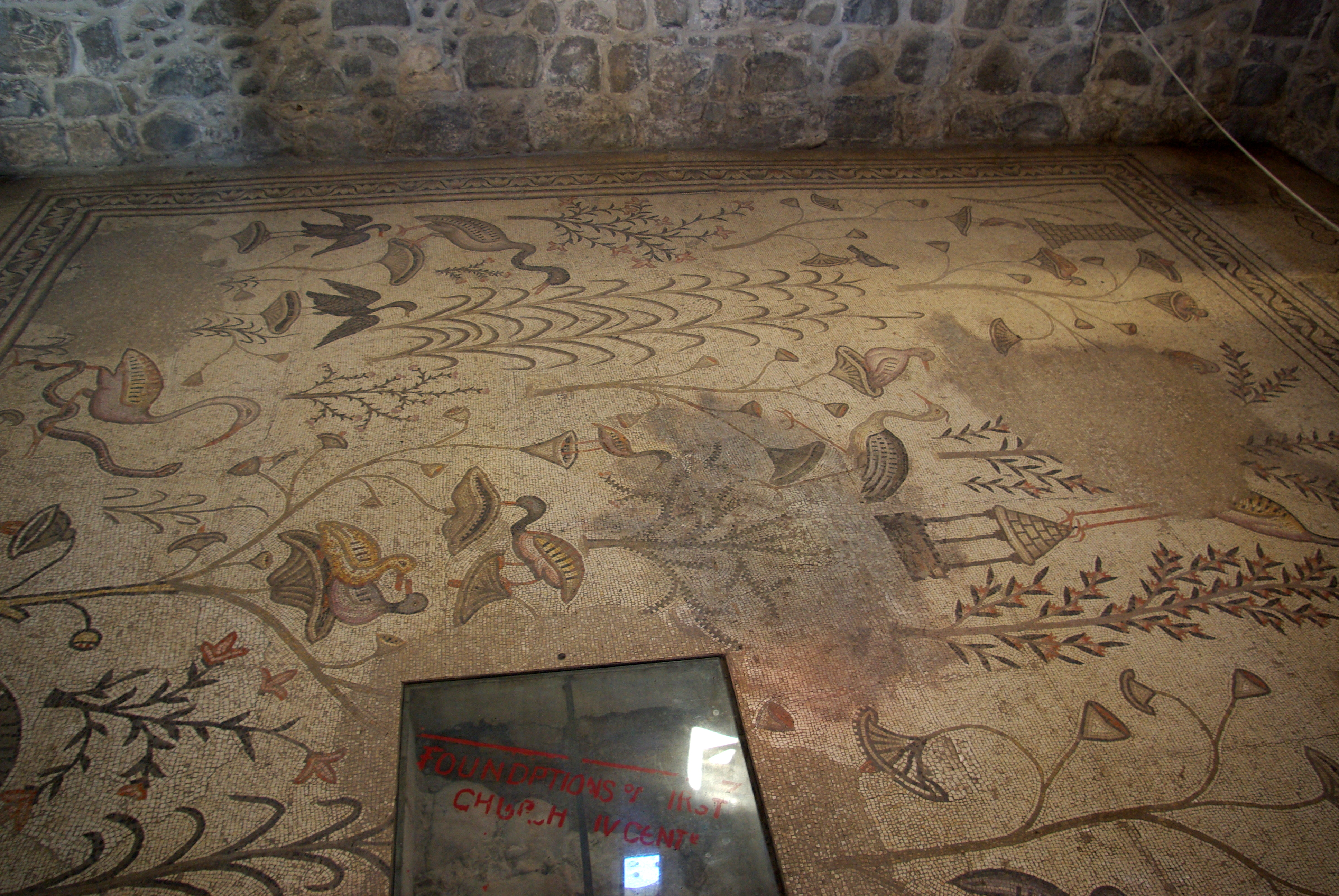
Mosaik im nordöstlichen Teil der Kirche über den Resten des Kirchenbaus aus dem 4. Jh.

Die erste Kirche am Ort war ein einschiffiger Bau, von 15,5 × 9,5 Meter Größe, der an der Straße ausgerichtet und noch nicht geostet war. Diese Kirche ist im 4. Jahrhundert errichtet worden. Ein 1911 entdeckter Basaltstein trug die Grabinschrift eines gewissen Josephus, in dem einige Forscher den Erbauer des ersten Kirchenbaus sehen.
Von 381 bis 384 bereiste die Pilgerin Egeria das Heilige Land und verfasste darüber einen Reisebericht; der von Galiläa handelnde Teil blieb allerdings nur in einem Exzerpt des Petrus Diaconus (12. Jahrhundert) erhalten. Über Tabgha schrieb sie: „Dort liegt am Meer [von Tiberias] eine Wiese mit viel Gras und vielen Palmen und nahe dabein sieben Quellen, von denen jede einzelne ununterbrochen fließt. Auf dieser Wiese sättigte der Herr das Volk mit fünf Broten und zwei Fischen. Und in der Tat, der Stein, auf den der Herr das Brot legte, ist nun zum Altar gemacht worden.“
Im 5. Jahrhundert wurde der erste Bau durch eine größere dreischiffige kreuzförmige Säulenbasilika ersetzt. Dieser Kirchenbau wird 530 in der Beschreibung heiliger Stätten von Theodosius genannt. Die nächste und letzte antike Nennung des Ortes findet sich bei dem anonymen Pilger von Piacenza, der um 570 berichtet, dass er den Ort der Speisung der Fünftausend besucht hat und dort ausgedehnte Felder und Pflanzungen von Ölbäumen und Palmen gesehen habe. Die Basilika wurde während der ersten Hälfte des 7. Jahrhunderts zerstört. Ob im Verlauf der persischen (614) oder arabischen (635) Invasion ist ungeklärt. Der gallische Bischof Arculf, der um 670 die Quellen besuchte, fand kein stehendes Gebäude mehr, sondern nur noch umgestürzte Säulen.

### Mittelalter und Frühneuzeit
Nahe dem Ort entstand im frühen 8. Jahrhundert der umayyadische Kalifenpalast Chirbat al-Minya. Das bescheidene Hangkloster mit der Kapelle der Seligpreisungen und das schlichte Heiligtum der Mensa Domini am Ufer des Sees scheinen weiterbestanden zu haben. Während der Kreuzzüge wurde die Mensa Domini mit einer norwegischen Stabkirche überbaut. Nördlich davon errichteten die Kreuzfahrer einen Turm, der jedoch bald nach den Kreuzzügen wieder verfiel. Insgesamt ist Tabgha im Mittelalter vollständig verödet. Einzig über Karten wurde der biblische Bezug weiter überliefert.
Im Jahr 1596 wurde das Dorf „at-Tabigha“ als Teil des Osmanischen Reiches gegründet. Es war ein Dorf mit ungefähr 44 Einwohnern im Bezirk von Jira innerhalb des Distrikts von Safed. Während des Census 1931 wurde dokumentiert, dass at-Tabigha aus 53 Häusern bestand und eine Bevölkerung von 223 Moslems, 21 Christen und einem Juden aufwies.

### Wiederentdeckung und archäologische Erforschung

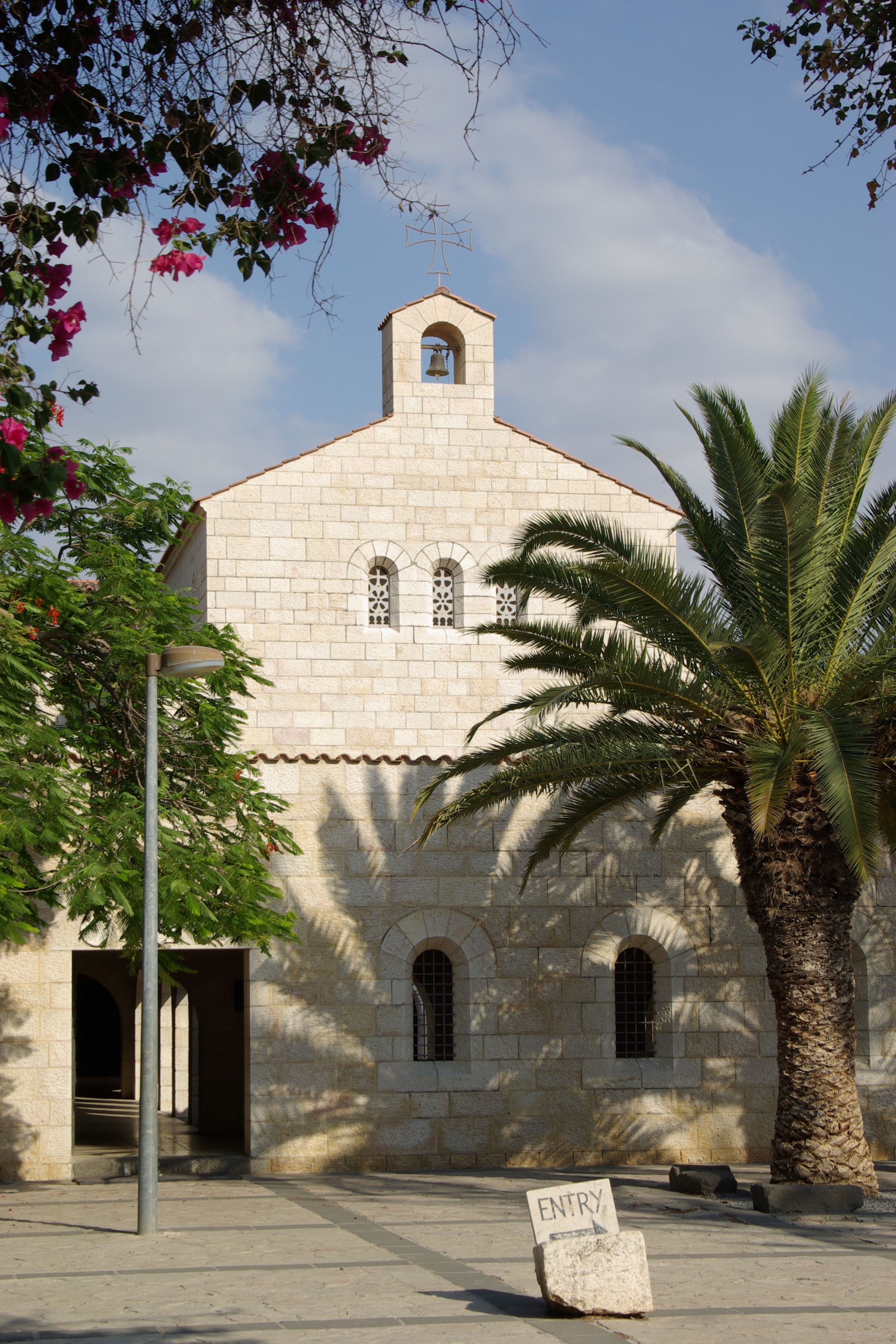
Brotvermehrungskirche Tabgha

Im 19. Jahrhundert ragten nur noch wenige Mauerzüge aus dem Boden und die Bedeutung des Ortes war zunächst weitgehend unbekannt. 1887 kaufte der Palästina-Verein der Katholiken Deutschlands, ein Vorläufer des Deutschen Vereins vom Heiligen Lande (DVHL), dort ein 56 Hektar großes Gelände, um eine landwirtschaftliche Siedlung zu gründen. Bei den dafür erforderlichen Arbeiten kamen erste Mosaiken wieder zum Vorschein. Der deutsche Vermessungsingenieur Gottlieb Schumacher, der am Bau der Hedschasbahn beteiligt war, empfahl auf einer Tabgha-Karte von 1889 Ausgrabungen vorzunehmen. Die vom DVHL gegründete landwirtschaftliche Siedlung scheiterte zwar, dauerhaft verblieb aber ein Hospiz, das bis zum Beginn des Zweiten Weltkriegs bestand.
Bei der vom 11. Oktober bis 26. November 1898 dauernden Palästinareise Kaiser Wilhelms II. wurde dieser von Pastor Herman Baumeister (1867–1898), dem Vertreter der in Tabgha ansässigen Christen, am 25. Oktober in Haifa begrüßt.
Die ersten, im März 1911 begonnenen archäologischen Grabungen im Auftrag des Jerusalemer Instituts der Görres-Gesellschaft unter Leitung von Paul Karge mussten aufgrund ungeklärter Besitzverhältnisse am südlichen Grundstücksrand schon bald wieder eingestellt werden.
Während des Ersten Weltkrieges kam es auch in Tabgha, das im Gebiet des Osmanischen Reiches lag und von Deutschen bewohnt war, zu Kampfhandlungen.
Davon zeugen mehrere Grabinschriften auf dem Deutschen Soldatenfriedhof in Nazareth. Über das genaue Ausmaß ist jedoch nichts bekannt.
Im Februar 1932 wurden die archäologischen Grabungen, diesmal unter Leitung von Andreas Evaristus Mader, wieder aufgenommen. Auch der deutsche Archäologe Oswin Puttrich-Reignard nahm für mehrere Wochen an der Grabung der Görres-Gesellschaft teil. Die dabei aufgedeckten Mosaikflächen wurden 1936 von Bernhard Gauer aus Düsseldorf restauriert und durch den Bau einer einfachen Hallenkirche vor der Zerstörung geschützt. Diesen Behelfsbau ließ der Deutsche Verein vom Heiligen Lande 1979 abreißen und durch den gegenwärtigen Bau ersetzen.
Während des Zweiten Weltkrieges erlitten die Benediktinermönche sehr unterschiedliche Schicksale. Während die deutschen Mönche von den britischen Streitkräften interniert wurden, kämpften die Mönche anderer Nationen (Kroatien, Frankreich etc.) auf Seiten der alliierten Streitkräfte im Nahen Osten und Nordafrika. Nach dem Krieg kehrten sie nach Tabgha zurück, waren aber in den folgenden israelisch-arabischen Konflikten immer wieder bedroht. Insbesondere Aktionen der syrischen Streitkräfte, die bis zur Jordanmündung Zugang hatten, erzwangen immer wieder ein Verlassen des Klosters. Dies änderte sich 1967 mit der Besetzung der Golanhöhen durch die israelische Armee.
Am 4. Mai 1948, kurz vor dem Ausbruch des Israelisch-Arabischen Krieges, wurde das Dorf Tabgha von Einheiten der Palmach, unterstützt von der Alexandroni-Brigade und regionalen Hagana-Einheiten, erobert. Die arabischen Einwohner wurden, auf Befehl von Yigal Allon, vertrieben und ihre Häuser und Zelte zerstört.
Im Jahr 1968 fanden Ausgrabungen durch Bellarmino Bagatti und Stanislao Loffreda im Auftrag des Studium Biblicum Franciscanum auf dem Gelände statt. Die Grabungskampagne von 1979 bis 1980 wurde von Renate Rosenthal und Malka Hershkovitz im Auftrag des Israel Department of Antiquities and Museums, der Hebräischen Universität Jerusalem und der Abtei Dormitio geleitet.
Gisela Helmecke publizierte einen Überblick über die Grabungen des Berliner Museums für Islamische Kunst in Tabgha.

### Im 21. Jahrhundert
Zu Beginn der 2010er Jahre wurden die griechischen Inschriften an einem Taufstein in Tabgha und weitere Graffiti archäologisch untersucht.
Am 27. April 2014 drangen 70 bis 80 jüdische Jugendliche auf das Gelände ein und demolierten die beiden am See gelegenen Gottesdienstplätze „Dalmanutha“.
In der Nacht vom 17. auf den 18. Juni 2015 gegen 3:30 Uhr am Morgen wurde das Atrium der Brotvermehrungskirche durch Brandstifter schwer beschädigt. Bei diesem Brandanschlag wurden ein Mönch und eine Volontärin verletzt. Am 21. Juni 2015 protestierten etwa 4000 christliche Demonstranten in der Nähe der Kirche, nachdem es vorher zu einem neuerlichen Schwelbrand gekommen war. Am 12. Juli 2015 wurden zunächst drei, später noch zwei weitere jüdische Personen verhaftet, die mutmaßlich eine extremistische Ideologie vertraten. Von zwei Angeklagten wurde einer zu einer sechsjährigen Haftstrafe verurteilt, der andere freigesprochen. Der israelische Präsident Reuven Rivlin persönlich machte sich am 27. August 2015 in Tabgha ein Bild von den Schäden. Die Reparaturkosten der Brandschäden betrugen 1,6 Millionen Euro. Der israelische Terror-Entschädigungsfonds musste für den Schaden aufkommen. Insgesamt trug der israelische Staat 400.000 €, ebenso viel kam durch Spenden zusammen; für die andere Hälfte kam der Deutsche Verein vom Heiligen Lande als Besitzer auf. Am 12. Februar 2017 wurde das Atrium der Brotvermehrungskirche wieder eingeweiht.

## Einrichtungen in Tabgha

### Brotvermehrungskirche
Im westlichen Teil des Geländes befindet sich die aus hellem Stein erbaute Brotvermehrungskirche. Die beiden Vorgängerbauten entstanden im 4. und 5. Jahrhundert. Das heutige, dem byzantinischen Stil nachempfundene Kirchengebäude mit vorgelagertem Atrium und Narthex wurde 1980 bis 1982 im Auftrag des Deutschen Vereins vom Heiligen Lande nach den Plänen der Kölner Architekten Anton Goergen und Fritz Baumann auf den Grundmauern aus dem 5. Jahrhundert errichtet; stellenweise sind noch die alten schwarzen Basaltmauern zu erkennen. Die hellen Steine für den Kirchenbau stammen aus Taiyiba, einem überwiegend christlichen Dorf, an der Straße von Jericho nach Ramallah, der offene Dachstuhl aus Deutschland und die roten Ziegel aus Italien. Das Portal der Kirche wurde von Elmar Hillebrand gestaltet.

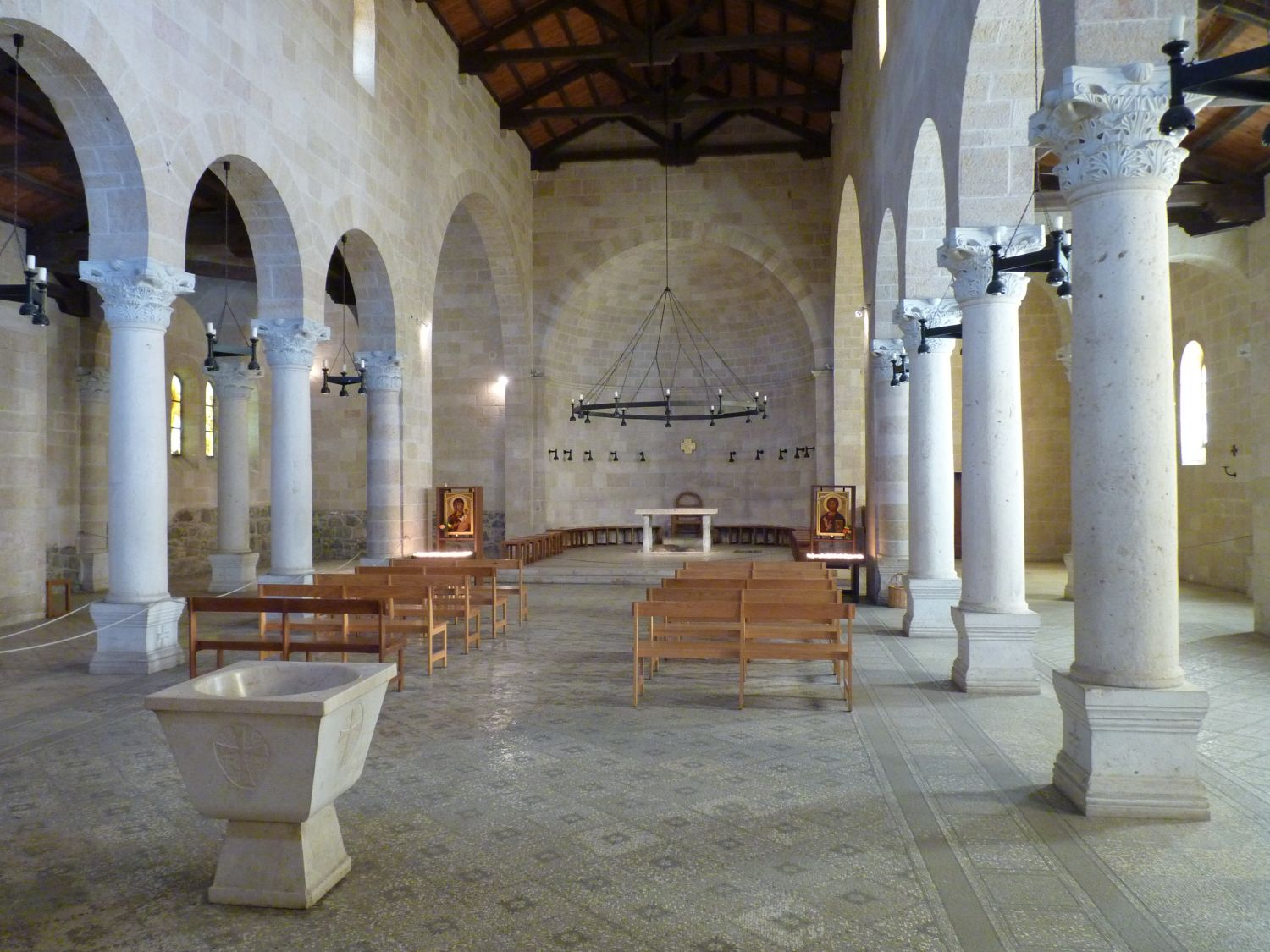
Brotvermehrungskirche, Innenraum
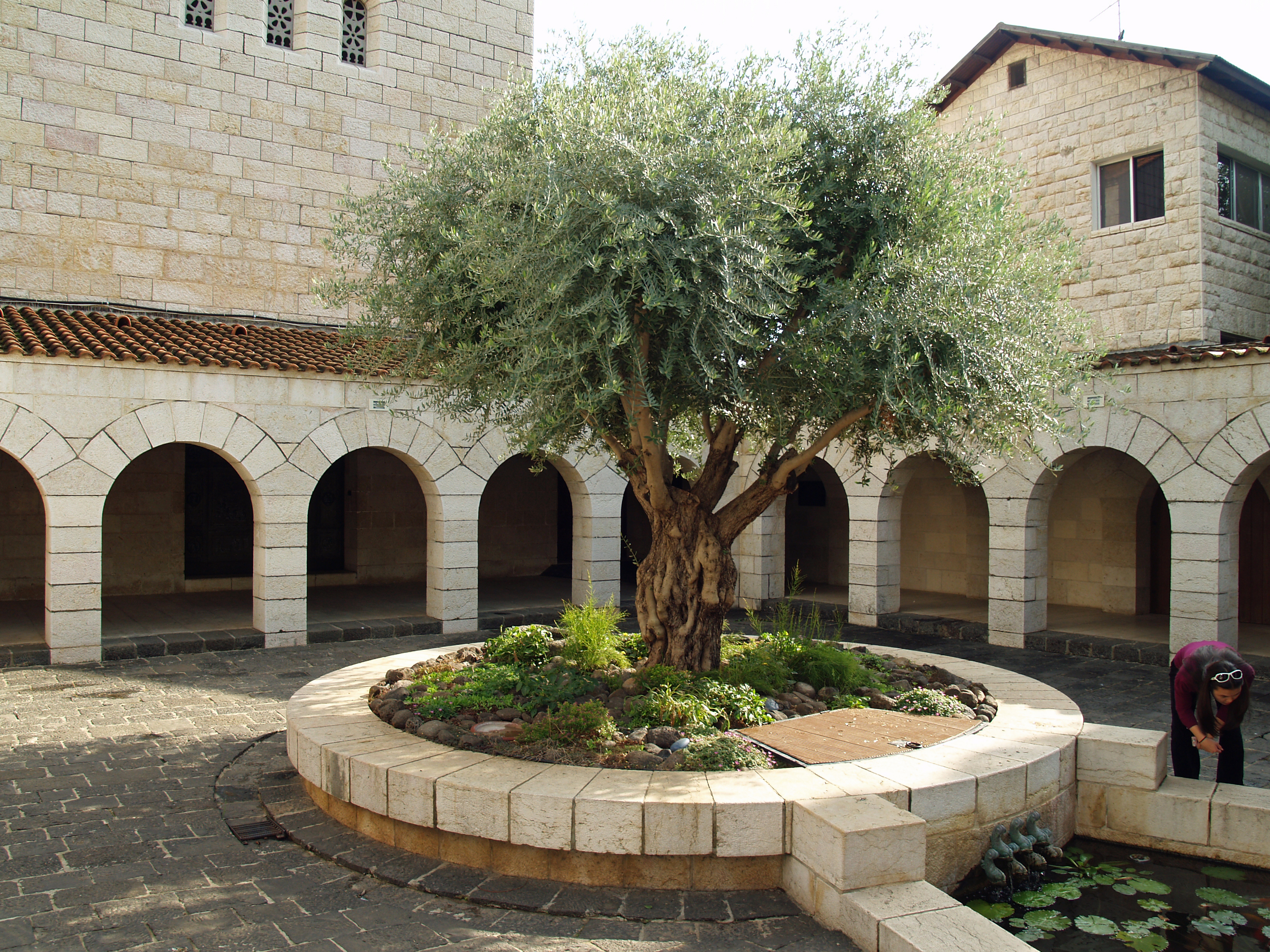
Innenhof des Atriums
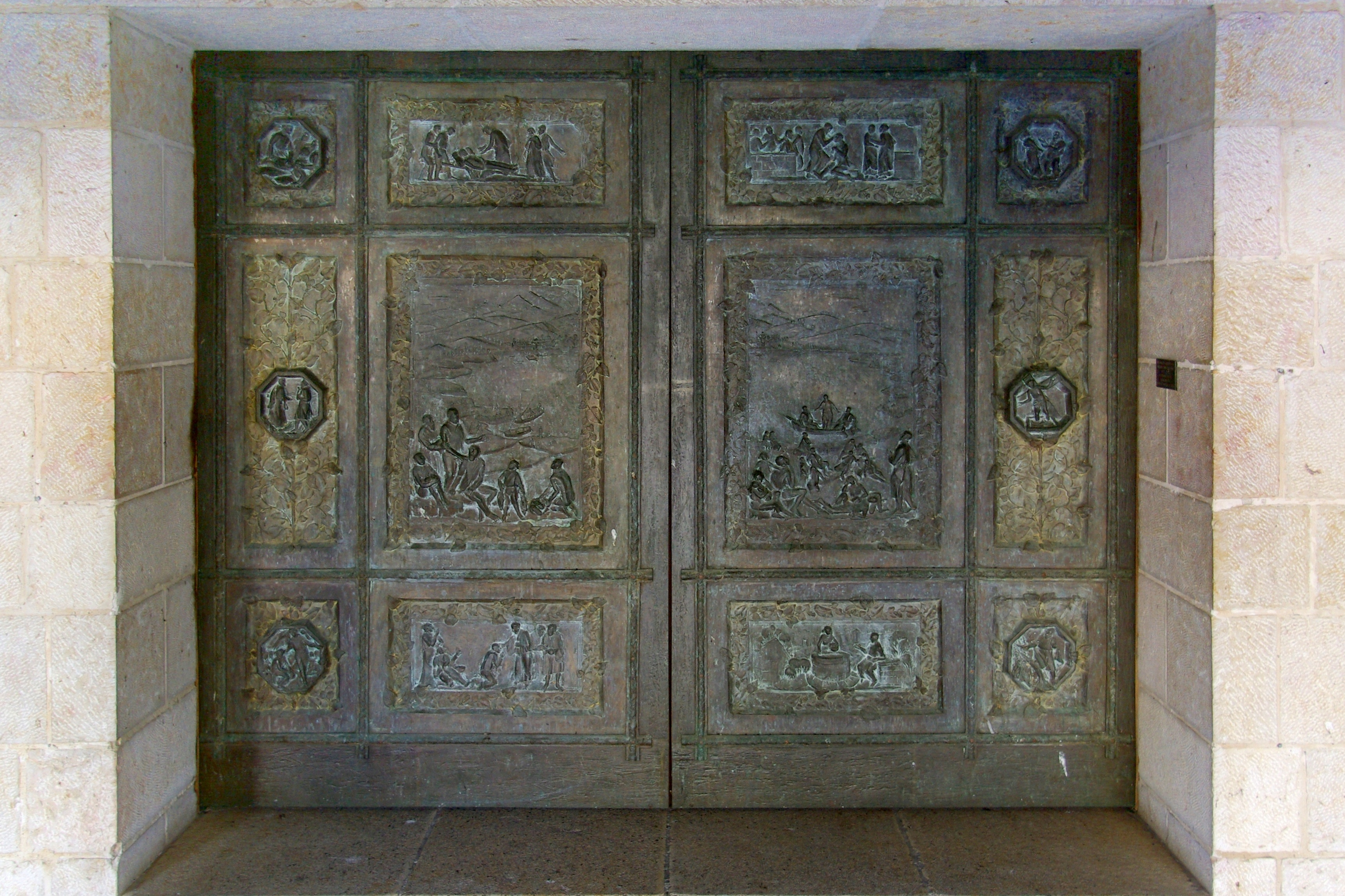
Eingangstür von Elmar Hillebrand
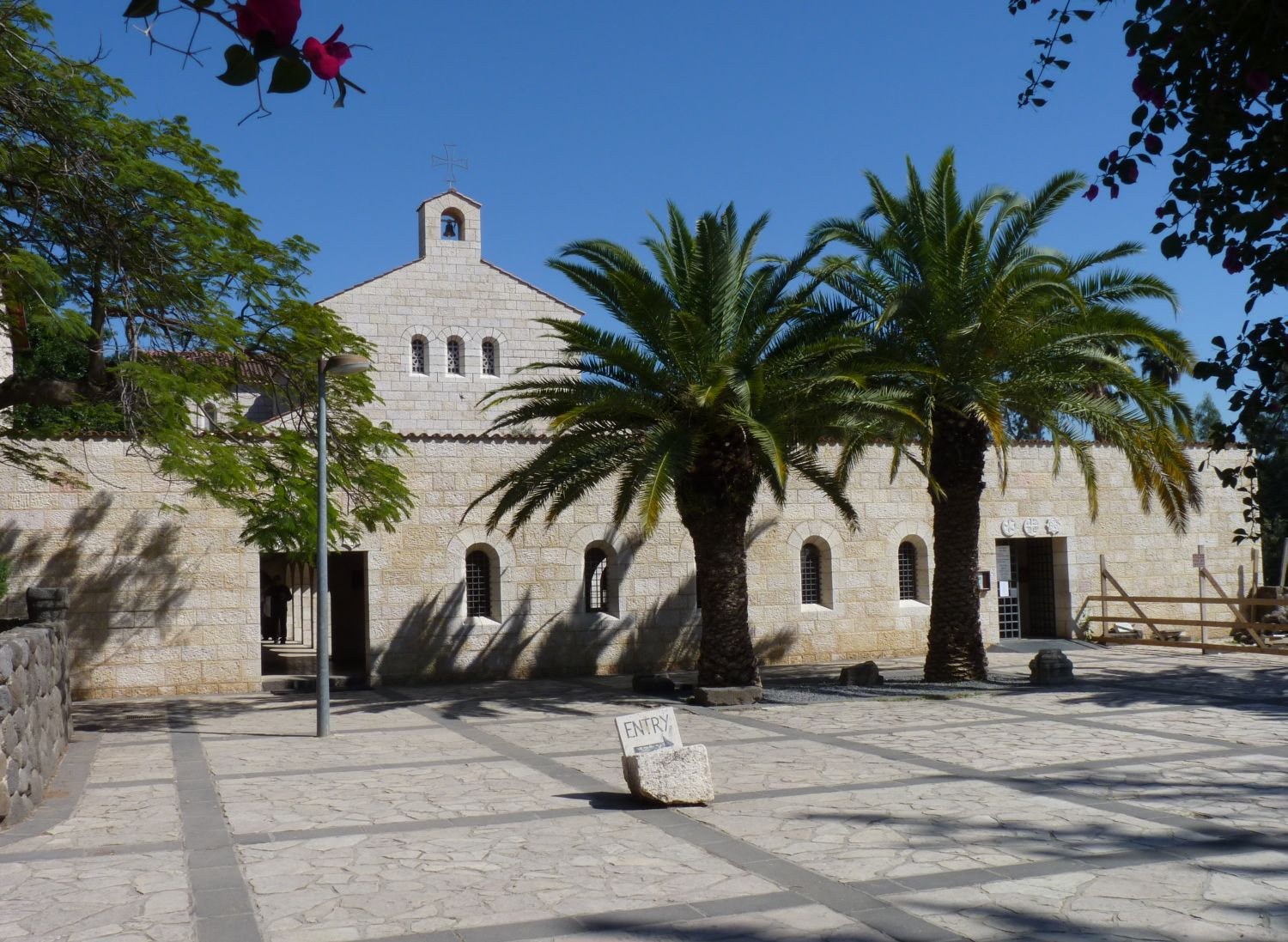
Brotvermehrungskirche, Vorplatz

Die gesamte Anlage der Brotvermehrungskirche war ursprünglich mit Mosaiken ausgelegt. Die Mosaikwürfel sind aus Missikalksteinen im Farbspektrum von blauschwarz bis weiß. Nur blau und grün fehlen. Die Mosaiken entstammen unterschiedlichen Zeitperioden. Von besonderer künstlerischer Qualität sind die Darstellungen von Wasservögeln und Sumpfpflanzen in den Seitenschiffen und im Querschiff. Sehr bekannt ist das Mosaik am Altar, das einen Korb mit vier Broten (das fünfte Brot ist das bei der Eucharistie verwendete Brot auf dem Altar) sowie zwei Fische links und rechts davon zeigt. Der Stein unter dem Altar wird besonders verehrt als die Stelle, auf der Jesus vor der Brotvermehrung die Brote und Fische abgelegt haben soll. Die Mosaiken der Kirche werden auf die Mitte des 4. Jahrhunderts datiert, das berühmte Brot-und-Fisch-Mosaik ist als spätestes Mosaik wohl auf das beginnende 5. Jahrhundert zu datieren.

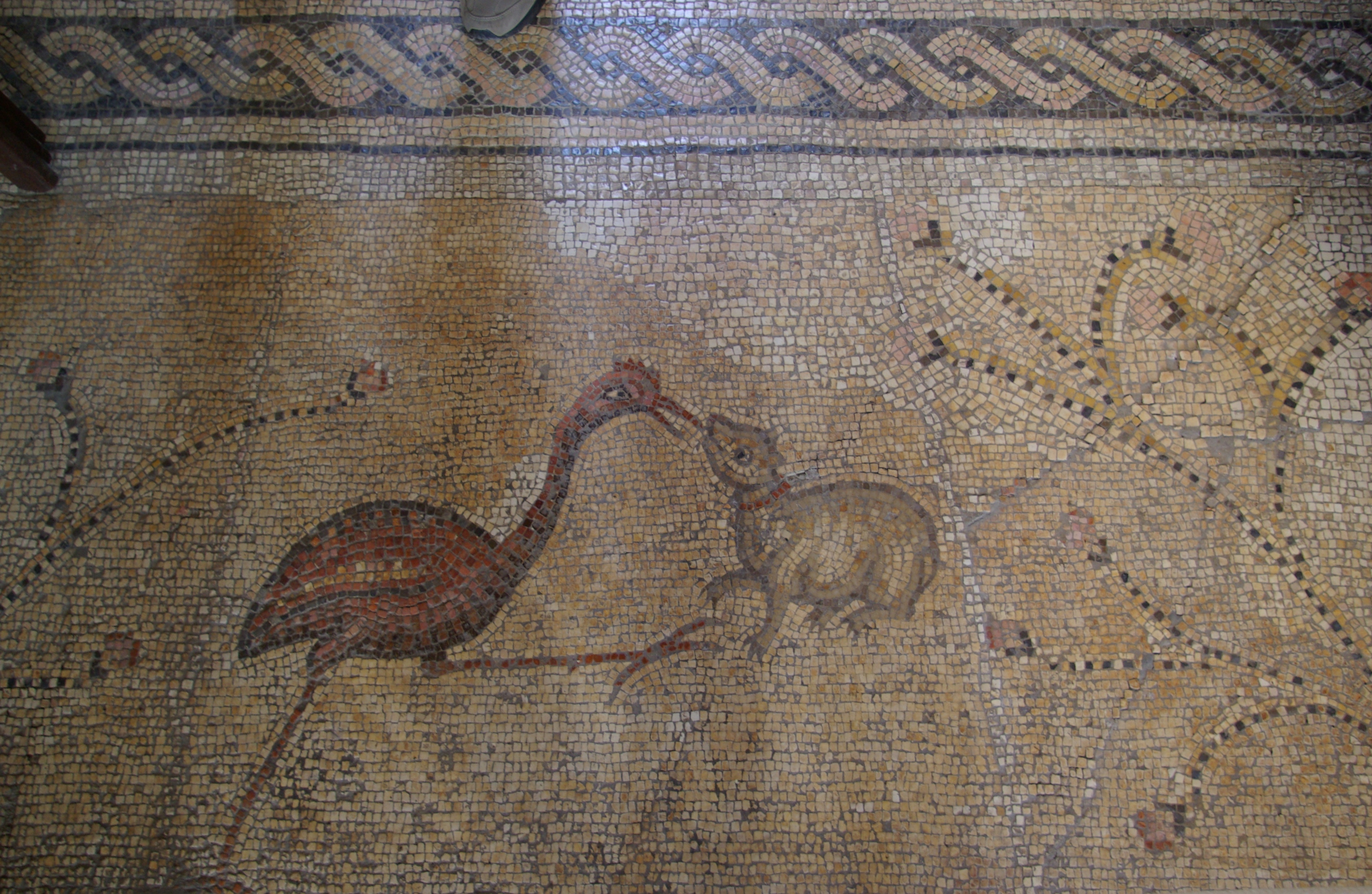
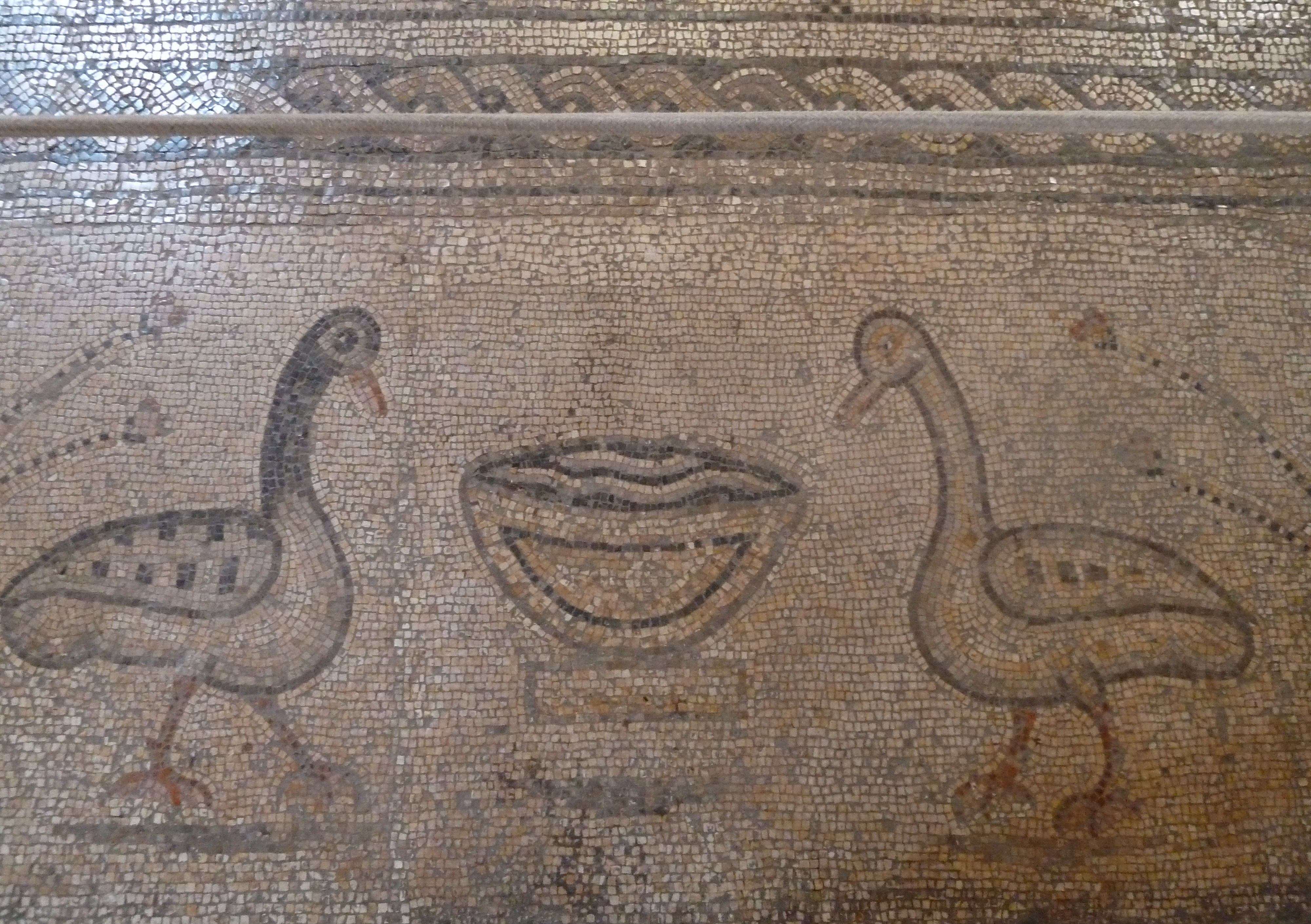
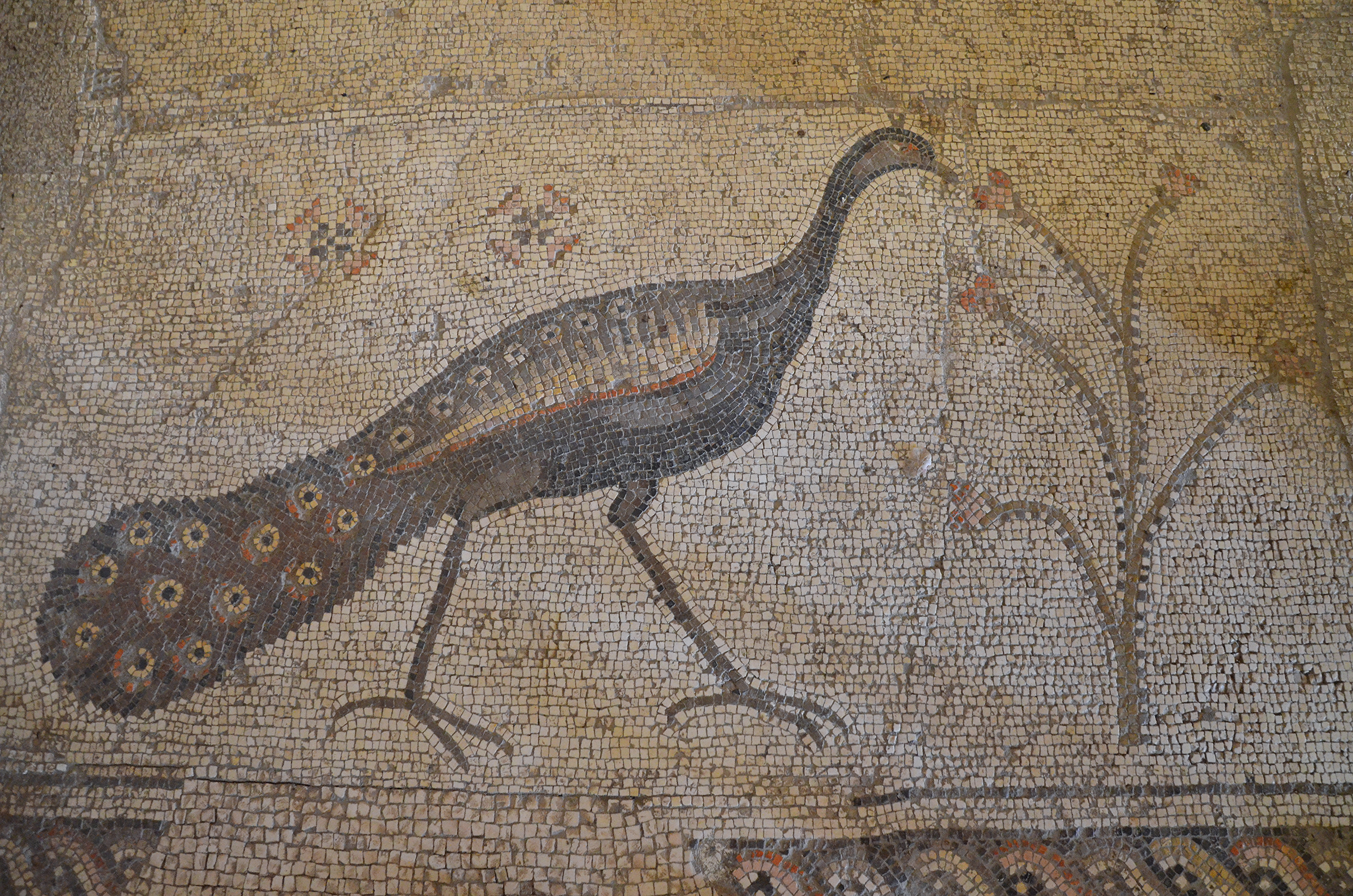
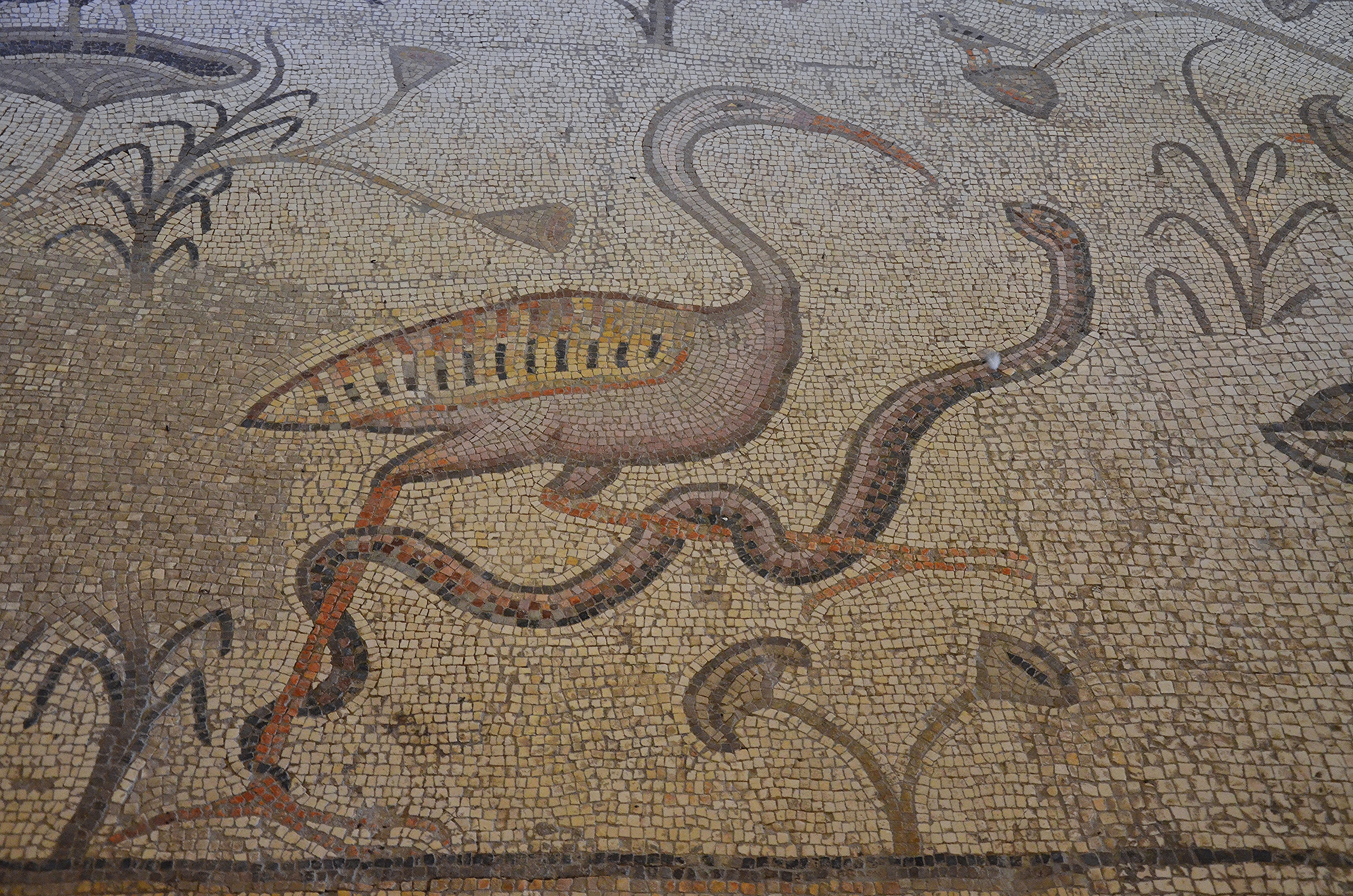

### Primatskapelle
Im östlichen Teil Tabghas unmittelbar am Seeufer befindet sich die Primatskapelle oder auch mensa domini, die an die Erscheinung Jesu am See nach seiner Auferstehung, das anschließende gemeinsame Mahl mit seinen Jüngern und den Auftrag an Petrus erinnert. Vermutlich ist sie bereits der sechste Kirchenbau an diesem Ort.
Schon Egeria erwähnte im 4. Jahrhundert dort eine Kirche, der mehrere Bauten bis hin zu einer norwegischen (Stab-)Kirche zur Zeit der Kreuzfahrer folgten. Der Stabkirchenbau verfiel jedoch schon kurz nach dem Ende der Kreuzzüge. Das heutige Gebäude wurde 1933 erbaut. Im Gegensatz zur Brotvermehrungskirche besteht die Kapelle aus schwarzem Basalt. Das Kircheninnere dominiert ein großer Steinblock, an dem das Mahl stattgefunden haben soll.

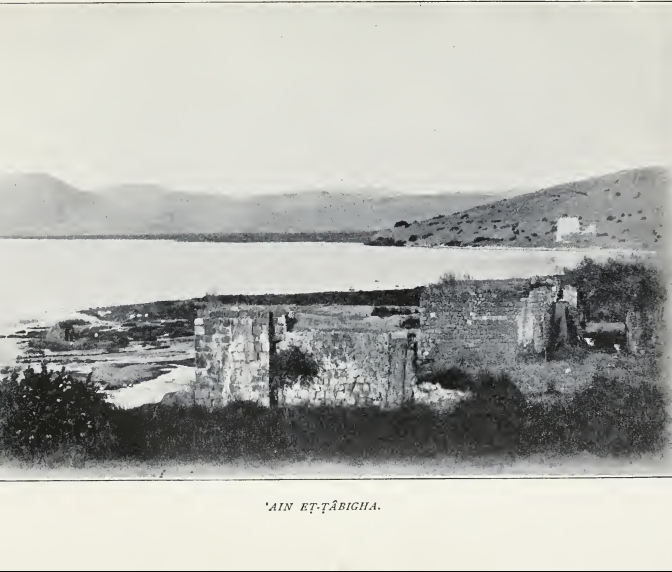
Primatskapelle von Westen, um 1903
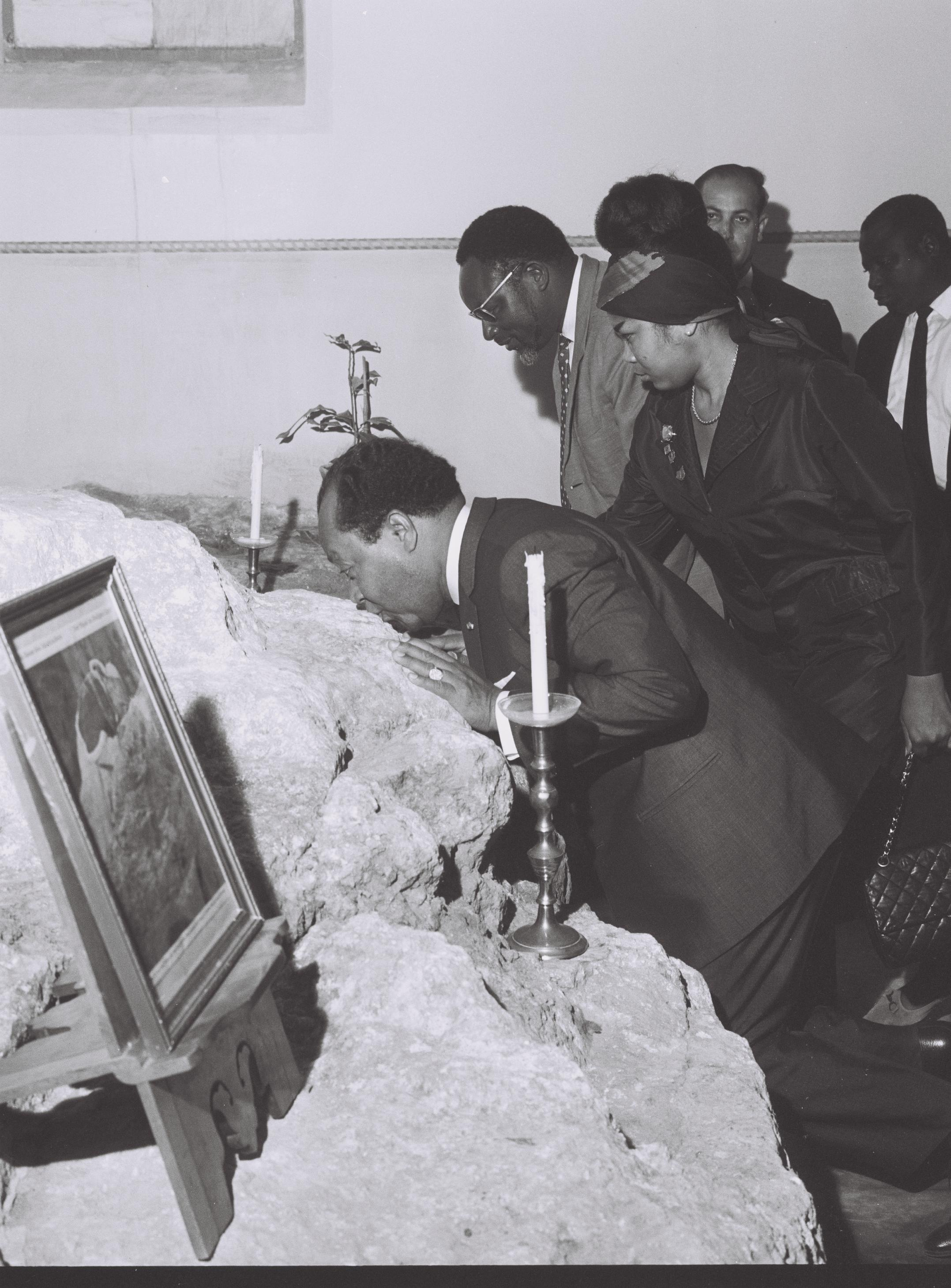
Togos Staatsoberhaupt Nicolas Grunitzky, 1964
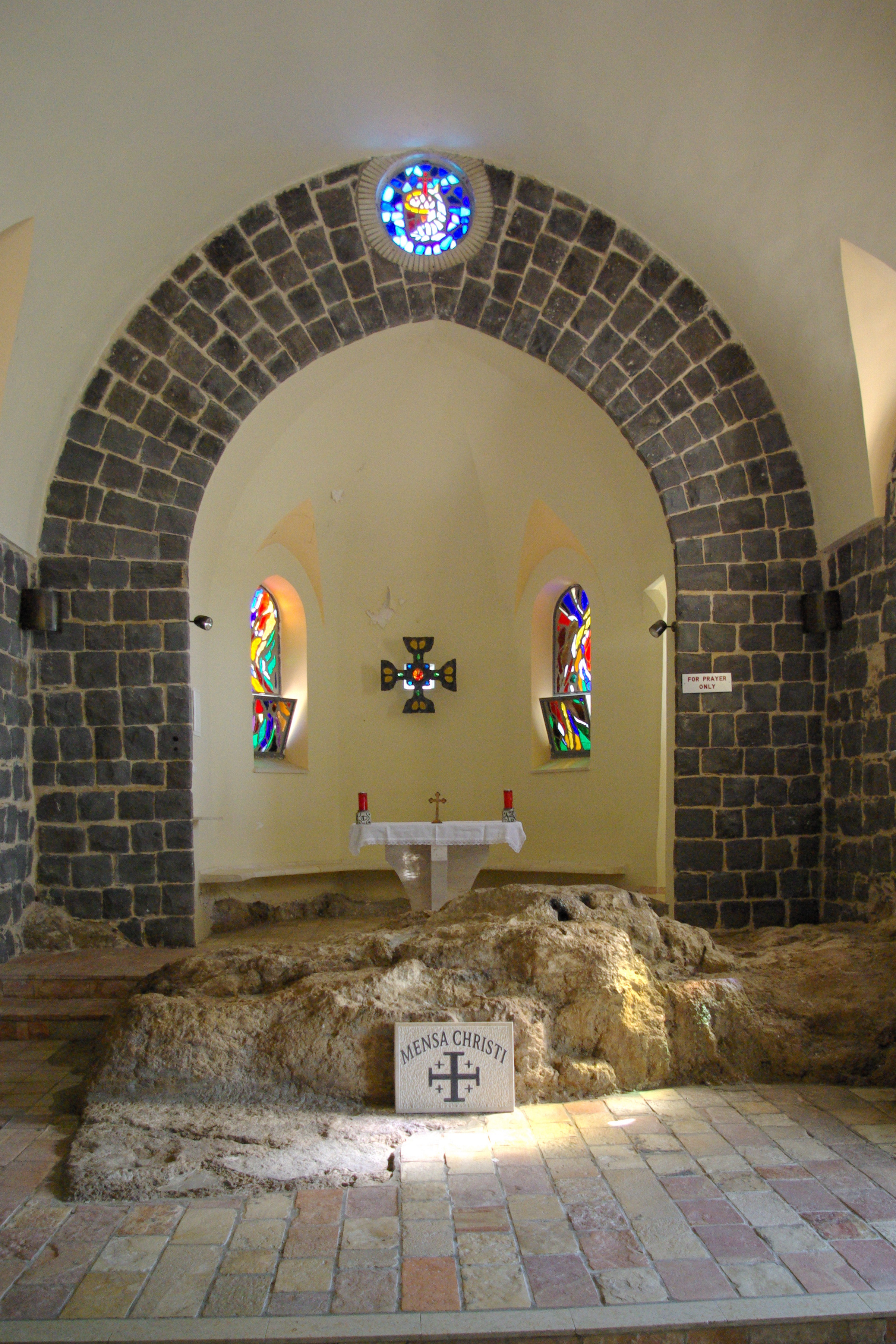
Primatskapelle, Innenansicht, 2008
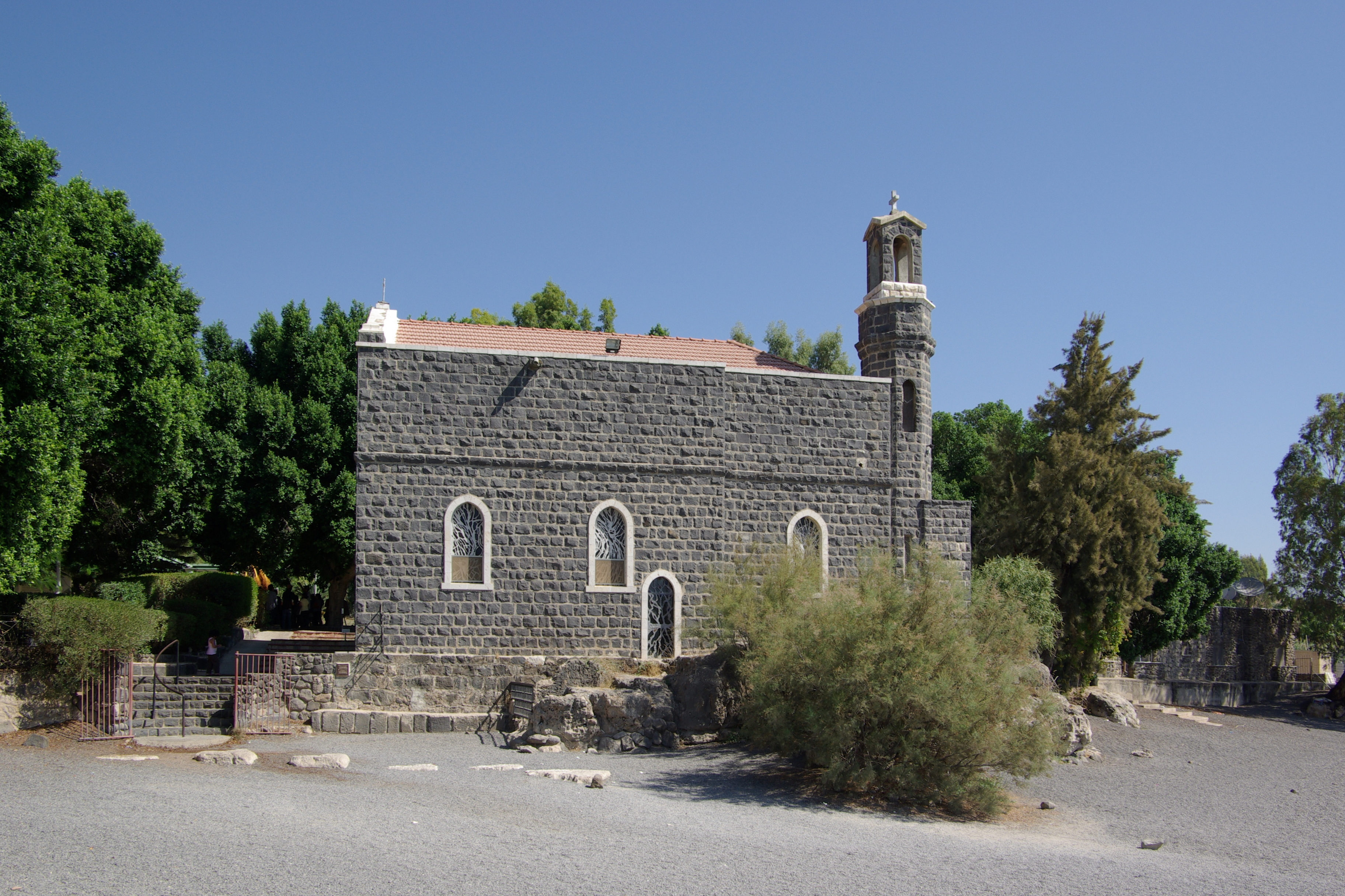
Primatskapelle von Osten, 2008

### Traditionsorte
An den folgenden weiteren Orten der unmittelbaren Umgebung sollen sich der traditionellen Überlieferung zufolge Ereignisse des Neuen Testamentes abgespielt haben:
- Dalmanutha (altgriechisch Δαλμανουθά Dalmanuthá) hat sich einzelnen Forschern zufolge in der Nähe von Tabgha befunden. Ein Gebetsplatz unmittelbar am See wurde deshalb so benannt.  In Mk 8,10 EU schreibt Markus nach der Speisung der Viertausend: „Und sogleich stieg er mit seinen Jüngern in das Schiff und kam in die Gegend von Dalmanutha“. Andere Forscher vermuten Dalmanutha in der Nähe des antiken Migdal.
- Eremos, eine kleine Höhle unmittelbar oberhalb von Tabgha, in die Jesus sich auf der Suche nach Ruhe zurückgezogen haben soll.

### Benediktinerpriorat
Das 1939 gegründete Priorat gehört zur Dormitio-Abtei Jerusalem. Die Benediktinermönche leben auf dem Gelände des Deutschen Vereins vom Heiligen Lande in der Nähe der Brotvermehrungskirche. Die beiden ehemaligen Gebäude des Konvents entstanden 1956. In den 1980er und 1990er Jahren bestand die Mönchsgemeinschaft oft nur noch aus dem Prior Hieronymus, Bargil Pixner und Bruder Eduard. Am 27. Februar 2007 wurde der Grundstein für den Neubau des Benediktinerklosters gelegt. Am 17. Mai 2012 wurde das neue Kloster, Architekten Prof.Alois Peitz und Hubertus Hillinger, von Kardinal Meissner eingeweiht.
Seit Dezember 1994 stehen dem Prior für die Betreuung des Ortes Benediktinerinnen von den Philippinen zur Seite. Ihr Konvent befindet sich derzeit in dem am nächsten zum See gelegenen Gebäude auf halbem Wege zwischen Brotvermehrungskirche und Pilgerhaus. Die Arbeiten in Laden, Küche und Landwirtschaft werden mit Hilfe griechisch-katholischer, drusischer und moslemischer Mitarbeiter aus Dörfern in Nordgaliläa, insbesondere aus dem Dorf Rameh durchgeführt.
Die Prioren im Benediktinerkonvent in Tabgha waren:
- Hieronymus (Petar) Brizič (1921–1938–2014)
- 2001–2014: Jeremias Marseille (* 1962)
- 2014–2020: Basilius Schiel (* 1975)
- seit 2020: Jonas Trageser (* 1950)[48]

### Franziskanerkloster
Seit 1889 betreuen Franziskaner der Kustodie des Heiligen Landes (Custodia di terra santa) die östliche Hälfte von Tabgha. Die Baulichkeiten beschränken sich auf die Primatskapelle und wenige Häuser für die betreuenden Brüder. Der überwiegende Teil ist unbebaut.

### Pilgerhospiz
Landrat Leopold Janssen, Präsident des Palästina-Vereins der Katholiken Deutschlands, brachte 1887 9000 Franken für den Ankauf eines etwa 40 Hektar großen Grundstückes am See Genezareth auf. Die lokalen Behörden machten zunächst Schwierigkeiten, aber 1889 gelang es dem schwäbischen Maurermeister Franz Keller, das Gelände für den Verein zu erwerben. Am 6. Februar 1889 errichtete er ein in Safed vorgefertigtes Häuschen, dessen Einzelteile in der Nacht mit Kamelen nach Tabgha transportiert worden waren.
Mit dem Bau eines kleinen Hospizes, des Kernbaus des Zentralgebäudes, wurde bereits 1890 begonnen. Drei Jahre später, 1893, kamen die ersten Pilger in das in der Folgezeit immer weiter ausgebaute Hospiz. Das Tabgha-Hospiz, das heutige Pilgerhaus des Deutschen Vereins vom Heiligen Lande, bot zu dieser Zeit 50 Gästen Platz.
1891 übernahm Pfarrer Dom Zephirin Biever aus Luxemburg die Leitung und beteiligte sich 16 Jahre lang unter dem arabischen Namen Abuna Daut am Aufbau Tabghas. Er starb 1915 als Generalvikar von Zypern.
1913 übernahm der Lazaristenpater Johannes Taepper die Leitung. Zunächst sah er seine Hauptaufgabe darin, die 200 Hektar landwirtschaftliche Nutzfläche zu verwalten. Nach mehreren Missernten betrieb er jedoch verstärkt den Ausbau des Pilger-Hospizes. Die Zahl der Besucher, besonders aus England und Amerika, stieg nach dem Ersten Weltkrieg immer stärker an. Kurz vor dem Ausbruch des Zweiten Weltkrieges musste Johannes Taepper nach 25-jähriger Tätigkeit wegen einer Herzerkrankung nach Deutschland zurückkehren. Dort starb er 1946.

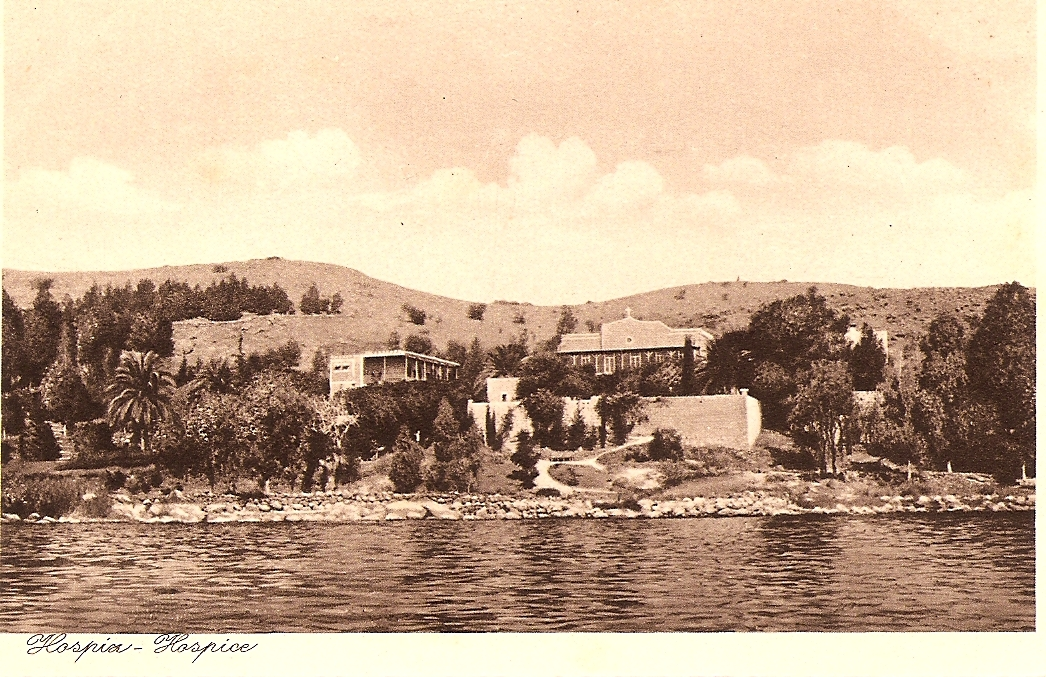
Das Pilgerhospiz vom See, vor 1937
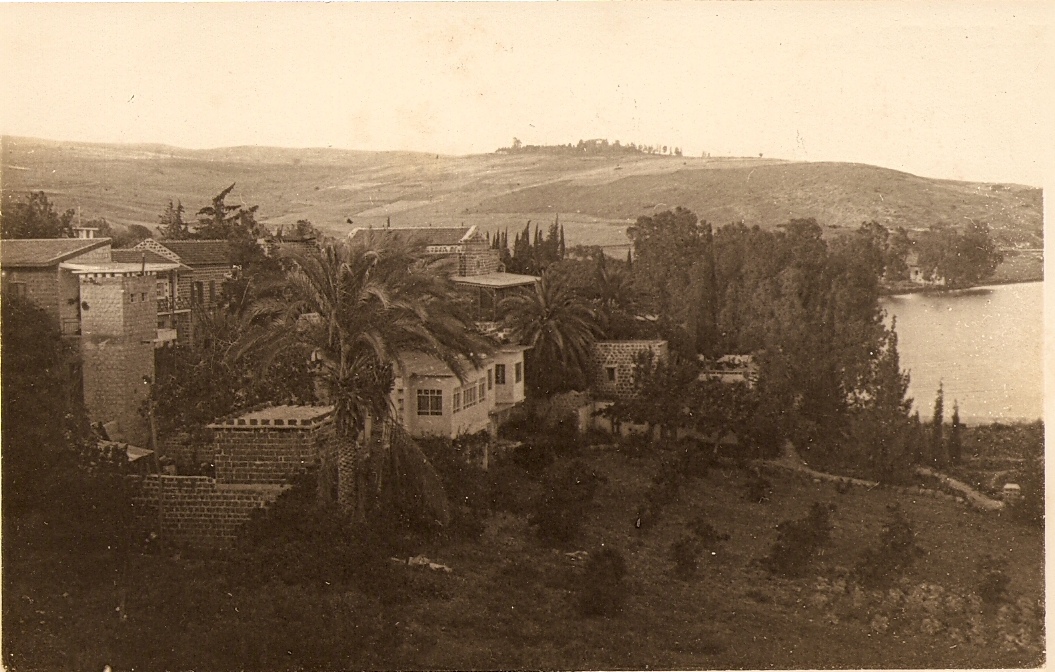
Das Pilgerhospiz nach Nordwesten, vor 1937
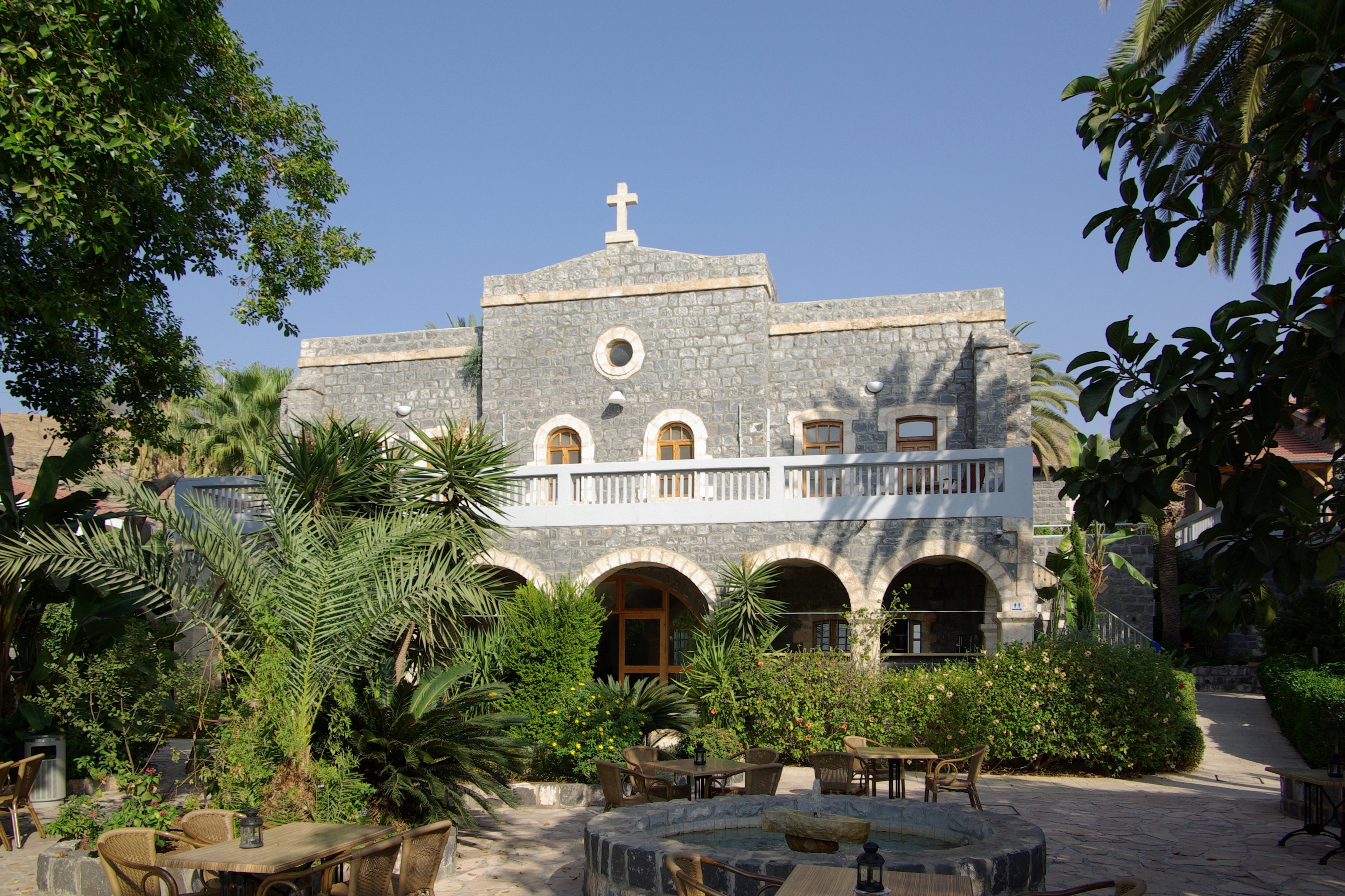
Kernbau des Pilgerhospiz, 2010
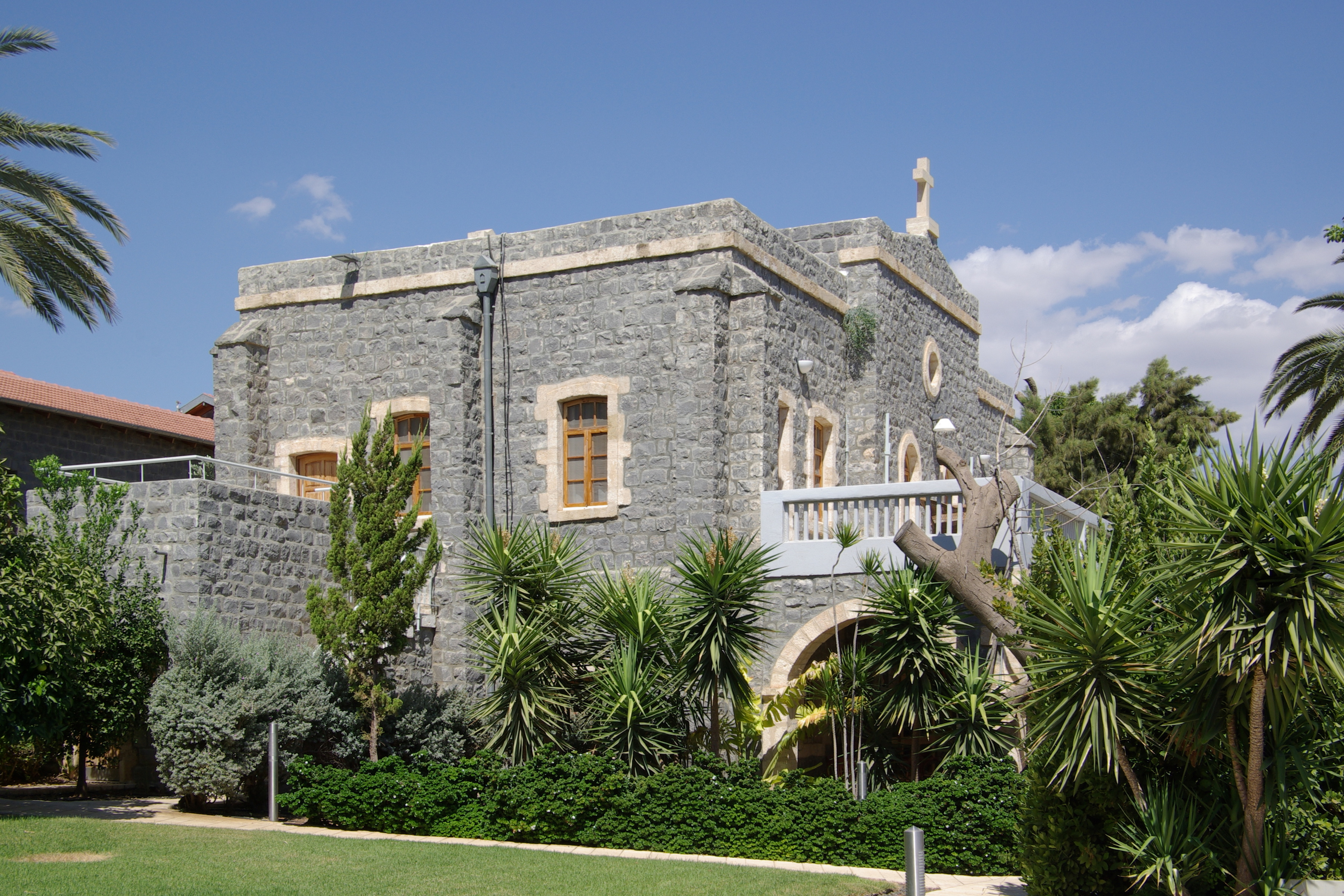
Pilgerhospiz, 2010

1948 wurden die Gebäude von den Israelis konfisziert und zunächst als Verwaltungsgebäude genutzt. Später wurde das Gelände in eine israelische Jugendherberge, die sogenannte (alte) Karei Deshe (Grüne Wiese), umgewandelt. Leiter der Karei Deshe war der israelische Botaniker Shlomo Ilan. Unter ihm wurde der einzigartige Bambuswald angepflanzt, der bis heute im Gelände des Pilgerhauses zu sehen ist, aber auch die haushohen Gummibäume und andere Pflanzen. Nach langen Verhandlungen gelang es zu Beginn der 1990er-Jahre dem Deutschen Verein vom Heiligen Lande, die Baulichkeiten zurückzutauschen. Im Gegenzug wurde die neue israelische Jugendherberge Karei Deshe mit deutscher Unterstützung auf verpachtetem Land des Vereins gebaut.
Am 24. März 2000 segnete Papst Johannes Paul II. den Grundstein des Pilgerhauses und nach zwei Jahren Bauzeit wurde die neue Anlage von Joachim Kardinal Meisner eingeweiht, das aus dem renovierten alten Zentralbau und neuen Gebäuden besteht.
Die architektonische Umsetzung des Projektes lag in den Händen der Architekten Guggenheim-Bloch in Zusammenarbeit mit der Firma Rosiny aus Köln.
Die geistliche Leitung des Pilgerhauses liegt seit 2002 in den Händen von Ludger Bornemann, der dafür 2012 zum päpstlichen Ehrenkaplan (Monsignore) ernannt wurde. Patron des Pilgerhospizes ist der Kölner Kardinal Meisner.
Seit Januar 2015 wird das Pilgerhaus von Jubrail Gabby Mashael geführt. Er kommt aus Nazareth und hat 23 Jahre in München gelebt.

### Archäologische Stätte Chirbet el-Minja
Unweit des Ortes liegt 200 Meter vom Nordufer des Sees Genezareth die archäologische Grabungsstelle Chirbat al-Minya. Die Ruine des umayyadischen Kalifenpalastes (Wüstenschloss) stammt aus dem frühen 8. Jahrhundert und erinnert äußerlich an ein römisches Militärlager. Zur luxuriösen Innenausstattung gehört eine palasteigene Moschee und eine frühislamische Badeanlage.

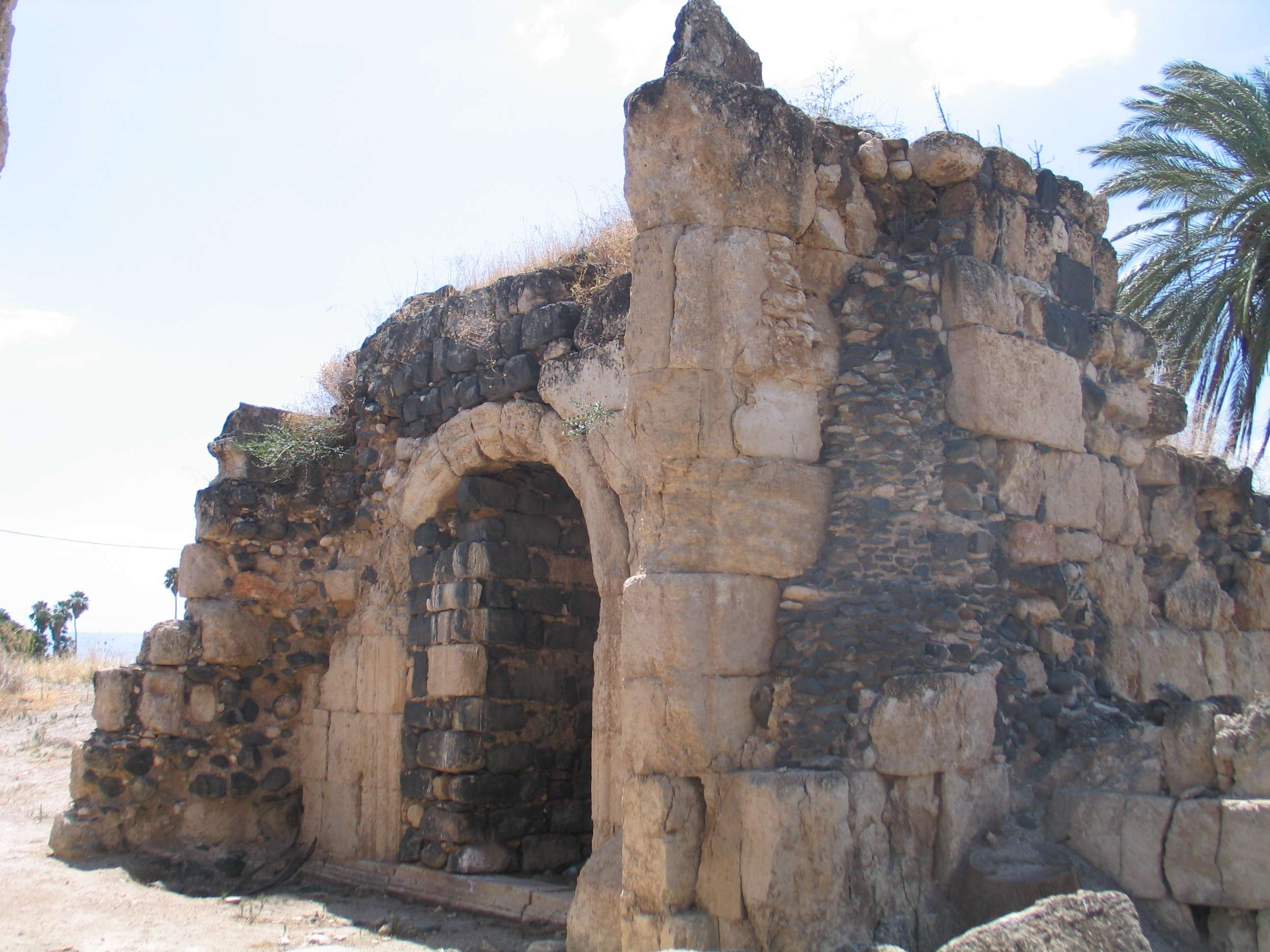
Chirbat al-Minya
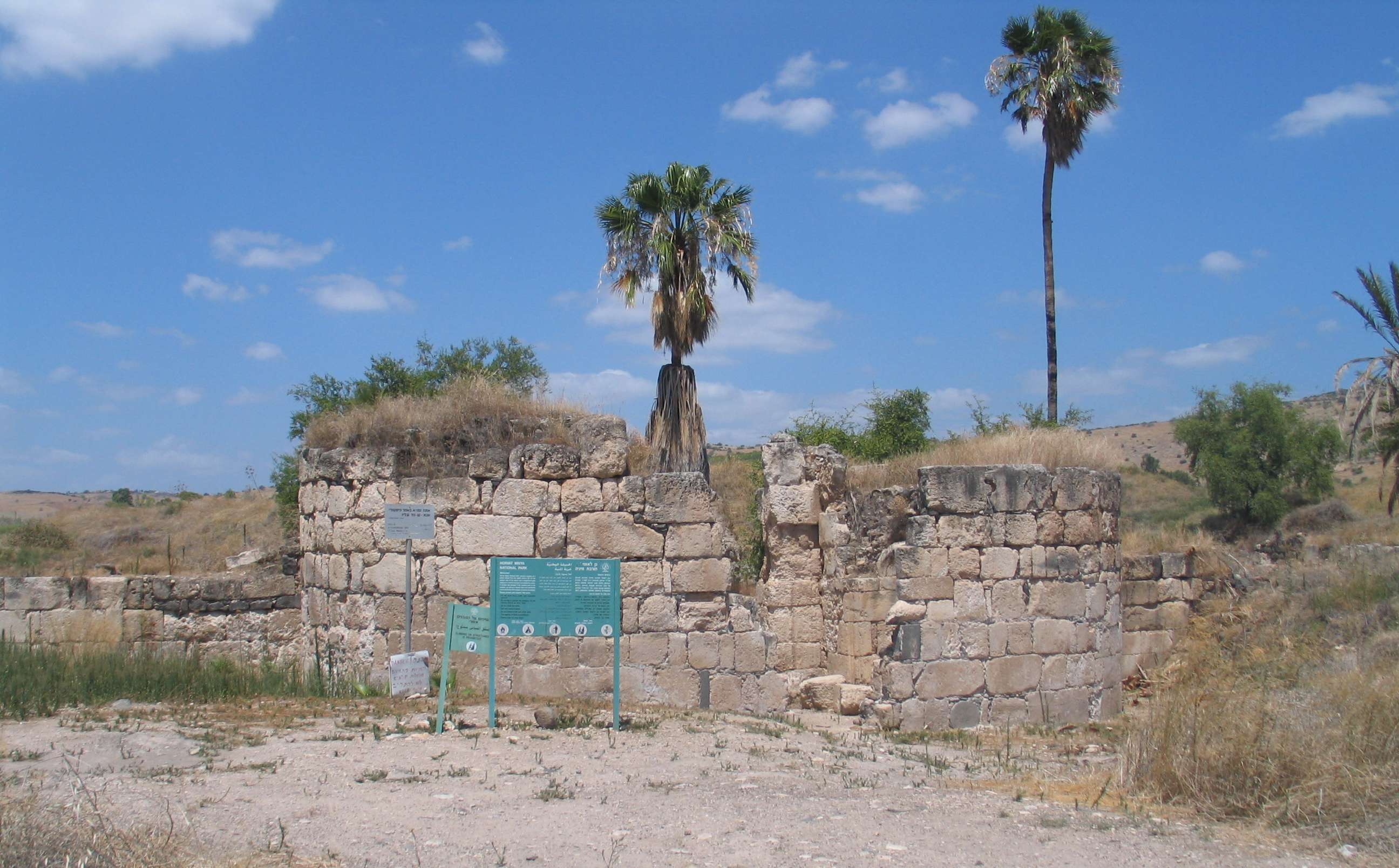
Ruinenstätte von außen
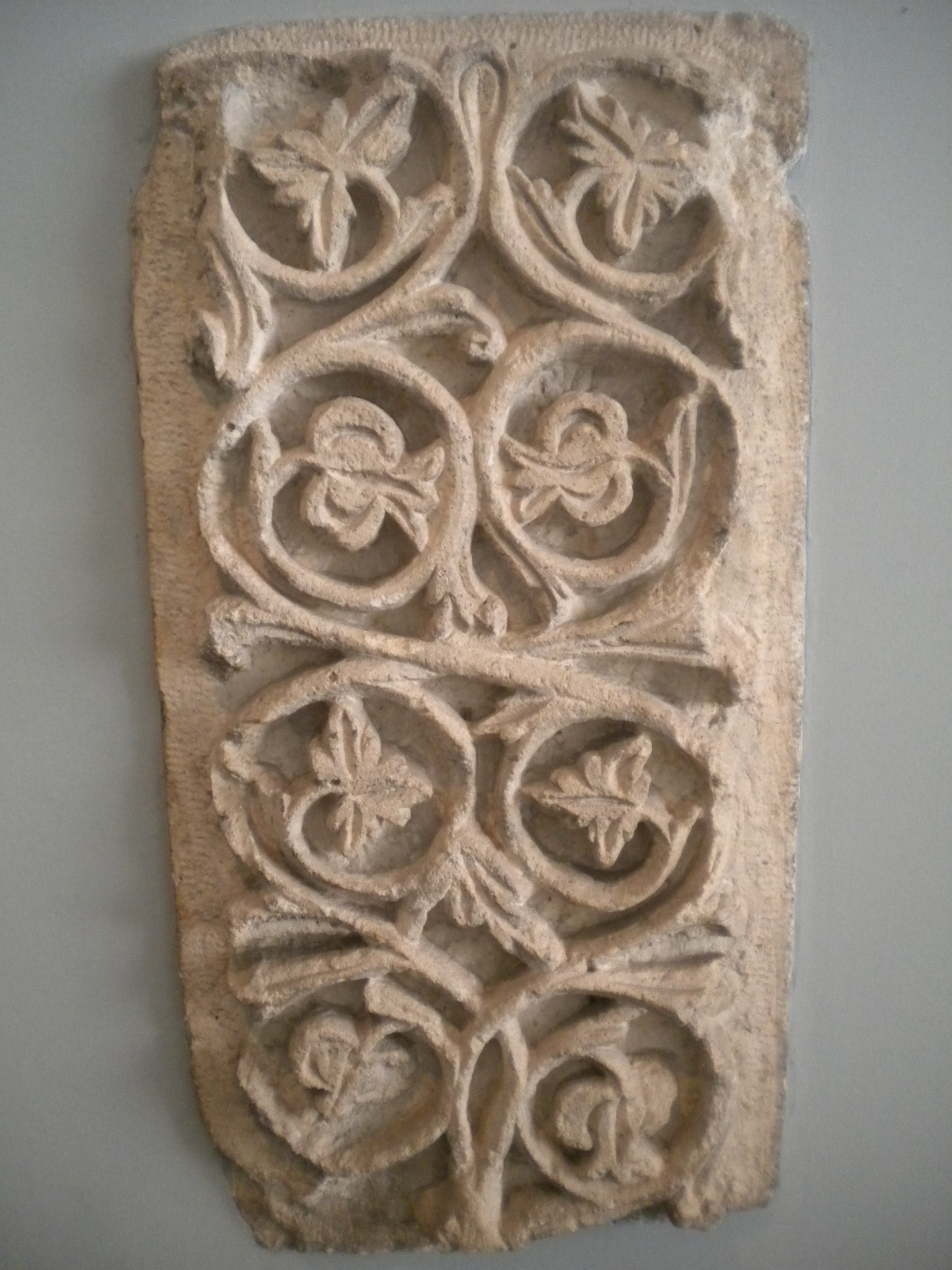
Dekorelement aus Marmor

### Behinderten- und Jugendbegegnungsstätte

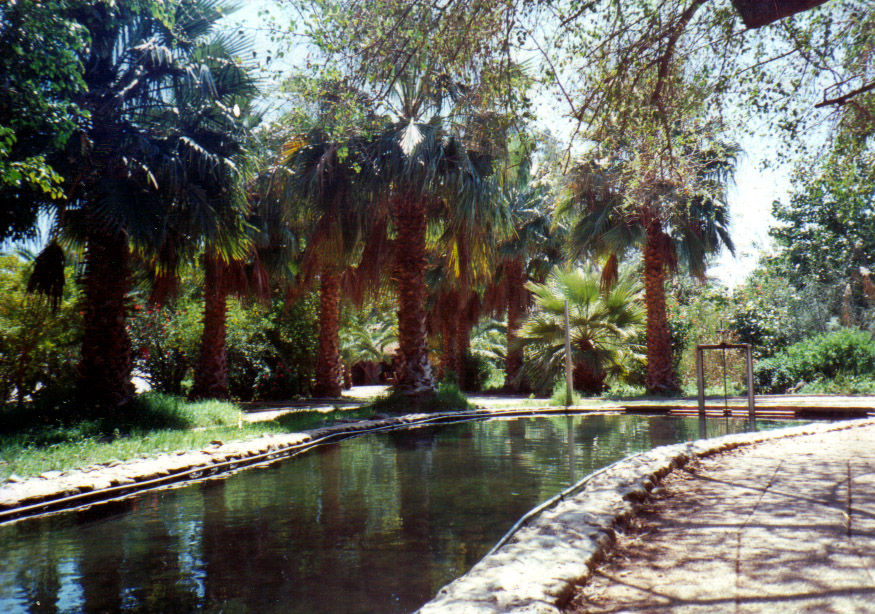
Salzwasserpool der Begegnungsstätte nach Süden im Jahr 1994

Nachdem der Bau der Brotvermehrungskirche 1982 beendet war, fragte sich die benediktinische Gemeinschaft unter dem damaligen Prior Immanuel Jacobs, was sie dem Land und seinen ärmeren Bevölkerungsschichten anbieten könnten. Die Antwort traf in Form einer Bitte des SOS-Kinderdorfes in Bethlehem ein: „Palästinensische Kinder würden gerne ein paar Tage Ferien in Tabgha machen.“
Auf dem Gelände zwischen der Brotvermehrungskirche und Dalmanutha wurde daraufhin eine Begegnungsstätte eingerichtet. Eines der Ziele dieser Einrichtung ist, behinderten und nichtbehinderten Kindern und Jugendlichen aus Israel und dem Westjordanland die Möglichkeit zu geben, sich auf neutralem Boden friedlich zu begegnen.
Bereits im zweiten Jahr seines Bestehens, während der Ersten Intifada, bewährte sich die Stätte, als Gruppen aus dem Westjordanland mehrere Monate in Tabgha bleiben mussten, da ihnen die Rückreise verweigert wurde. Sumaya Farhat-Naser schrieb über diese Zeit: „Ein kleiner Beitrag zur Verständigung war 1988 in Tabgha möglich geworden. Dort gab es ein Erholungszentrum für behinderte Kinder. Es gelang mir, mit dem Prior des Klosters und mit dem deutschen Leiterpaar ein Projekt für invalide und verwundete palästinensische Jugendliche zu verwirklichen, die an den Folgen von Schussverletzungen litten. Oft habe ich selber Gruppen von fünfzehn bis dreißig Verletzten aus Gaza, Jerusalem und Nablus nach Tabgha geschmuggelt. An diesem humanitären Einsatz beteiligten sich erstmals gemeinsam palästinensische und israelische Ärzte.“
Aufgrund der Vermittlerfunktion des Platzes konnte später sogar ein Treffen zwischen israelischen Veteranen des Jom-Kippur-Krieges und Intifadaopfern in Tabgha stattfinden. Gefördert wurde die Einrichtung vom Bundesministerium für Jugend, Familie und Gesundheit unter Leitung von Rita Süssmuth.
An Einrichtungen stehen ein behindertengerechtes Gebäude für die Übernachtung, das so genannte Beit Noah mit derzeit 33 Betten und als Versorgungseinrichtung das Beit Benedikt mit Küche und Store zur Verfügung. Der Umfang der Übernachtungsmöglichkeiten in großen Zelten schwankt, derzeit gibt es 24 Schlafmöglichkeiten; maximal gab es 120 Zeltplätze gleichzeitig. Die Wege und Einrichtungen des Zeltplatzes wurden rollstuhlgerecht angelegt. Ebenso wurde eine der salzhaltigen Quellen (Q 2) so kanalisiert und ausgebaut, dass ein Pool entstand, der mit dem Rollstuhl befahren werden kann.
Die Leitung der Begegnungsstätte lag 14 Jahre lang in den Händen von Leitungspaaren aus Deutschland, die von einigen Mönchen wie Pater Imanuel oder Bruder Markus maßgeblich unterstützt wurden. Von 1984 bis 1988 waren es Ulla und Johannes Roelofsen, die vor allem mit der Errichtung der Infrastruktur beschäftigt waren. Von 1988 bis 1991 führten Renate Wolff-Zenner und Günter Zenner die Begegnungsstätte, von 1992 bis 1995 Barbara Viehoff und Helmut Röhrbein-Viehoff und von 2000 bis 2003 hatten Karin und Meinrad Bauer die Leitung inne. Seither organisieren die Benediktinermönche in Zusammenarbeit mit den philippinischen Schwestern die Begegnungsarbeit. Im September 2009 übernahm Nicole Bader von Pater Basilius die Leitung und seit September 2010 führt Paul Nordhausen-Besalel die Begegnungsstätte. Die Arbeit in der Begegnungsstätte wurde von Beginn an durch Zivildienstleistende (Sozialdienst nach § 14b ZDG) aus Deutschland und internationale Volontärinnen und Volontäre unterstützt.
Derzeit helfen in der Begegnungsstätte vier deutschsprachige Freiwillige, zwei US-Amerikaner und zwei Senior-Volontäre.

## Besucher und Tourismus
Tabgha war immer wieder Zwischenstation auf Reisen politischer, religiöser und anderer Persönlichkeiten des öffentlichen Lebens. So besuchte 1899/1900 während seiner Reise in den Orient auch der Schriftsteller Karl May den Ort. Er schenkte dem Verein für seine Aufnahme im Pilgerhospiz mehrere Bücher mit handgeschriebener Widmung, die aber verschollen sind. Zwischen 1934 und 1939 machte der schwedische Fotograf Gästgifvar Eric Matson (1888–1977), der im Auftrag der American Colony Jerusalem unter anderem für das National Geographic Magazine tätig war, von Tabgha Fotoaufnahmen.
Mit Paul VI. (1897–1978) besuchte 1964 erstmals ein Papst den Ort. Ihm folgte im März 2000 Papst Johannes Paul II. (1920–2005).
1982 zur Grundsteinlegung der Brotvermehrungskirche weilte der Kölner Joseph Kardinal Höffner (1906–1987) in Tabgha. 1987 besuchte Kardinal O’Connor (1920–2000) aus New York den Ort und im Jahr 2002 eröffnete Joachim Kardinal Meisner das neue Pilgerhaus. Im November 2010 war der Patriarchatsvikar für Israel, Msgr. Giacinto-Boulos Marcuzzo in Tabgha.
Auch bei weltlichen Besuchern Israels steht Tabgha häufig auf dem Besuchsprogramm. So kam 1964 Togos Staatsoberhaupt Nicolas Grunitzky, 1992 Michail Gorbatschow und zwei Jahre später (1994) König Juan Carlos von Spanien.
An deutschen Politikern waren zuletzt 2005 Bundespräsident Horst Köhler, 2007 Bundesaußenminister Frank-Walter Steinmeier und 2010 Bundespräsident Christian Wulff in Tabgha.
Seit 2007 ist Tabgha eine Station auf dem so genannten Jesus Trail, einer 65 Kilometer langen Wander- und Pilgerroute, die sich an Lebensstationen des historischen Jesus orientiert.
Bis zu 5000 Besucher sind täglich in Tabgha zu Gast.

## Verkehrsanbindung
Tabgha liegt etwa 200 Meter von der Busstation Capernaum (Kfar Nahum Junction) der Buslinie Egged entfernt. Diese Station liegt auf der Nord-Süd-Verbindungsstraße Nr. 90 zwischen Tiberias und Safed und wird von den Buslinien 840, 841 und 963 bedient. Auf der abzweigenden Straße Nr. 87, einem Teilstück der Ringstraße um den See Genezareth, fahren zwischen der Kreuzung an der Busstation und Kafarnaum nur sporadisch Busse. Die nächste zentrale Busstation mit Verbindungen in alle Richtungen befindet sich in Tiberias.
Boote auf dem See Genezareth verkehren nach Bedarf von Kafarnaum, Ginnossar und Tiberias aus. In Tabgha fehlen zwar Anlegestege, trotzdem sind bei günstigen Wasserverhältnissen Anlandungen möglich.
Der nächste internationale Flughafen ist der Flughafen Ben Gurion etwa 150 Kilometer südwestlich von Tabgha. Der nächste nationale Flughafen für Inlandsflüge ist der Flughafen Haifa.
Internationale Schiffsverbindungen über das Mittelmeer nach Zypern und Griechenland gibt es ab Haifa, etwa 50 Kilometer westlich von Tabgha. Ebenfalls in Haifa befindet sich die nächstgelegene Eisenbahnstation der Eisenbahngesellschaft Israel Railways.

## Sonstiges
Die Bezeichnung „Tabgha“ wird aufgrund ihrer Kürze und des biblischen Bezuges von mehreren religiösen Bewegungen für ihre Einrichtungen in Anspruch genommen, wie der Jugendkirche Tabgha in Oberhausen oder der Tabgha Foundation in Minneapolis (USA).
Weiterhin wird der Name von einem Hotel in Tiflis (Georgien) und einem weiteren in Harrisburg (Illinois/USA) benutzt.